# The Office (série télévisée, 2005)
Vous lisez un « article de qualité » labellisé en 2021.
Pour les articles homonymes, voir The Office.
The Paper
The Office, également appelée The Office (US), est une sitcom américaine créée par Ricky Gervais et Stephen Merchant diffusée sur le réseau NBC entre le 24 mars 2005 et le 16 mai 2013. Elle s'étend sur neuf saisons et 201 épisodes d'une durée allant d'environ vingt-deux minutes à plus de quarante minutes pour certains épisodes.
Adaptation américaine développée par Greg Daniels de la série télévisée britannique du même nom de la BBC créée par Ricky Gervais et Stephen Merchant, elle est co-produite par Deedle-Dee Productions et Reveille Productions, en association avec Universal Television. La série décrit la vie quotidienne d'employés de bureau de la filiale fictive de la Dunder Mifflin Paper Company à Scranton, en Pennsylvanie. Pour simuler l'aspect d'un documentaire réel, celui-ci est filmé dans une configuration sans public de studio ni rire enregistré, dans de véritables immeubles, et avec un montage alternant entre scènes dynamiques (plusieurs caméras à l'épaule, nombreux zooms et plans non stabilisés) et confessions de personnages (en plan fixe face caméra). Pleine d'un humour grinçant, jouant sur les malaises ainsi que le comique de situation et de répétition, la série adopte toutefois rapidement un ton feel-good qui assurera son succès.
La série fait ses débuts sur NBC en tant que remplacement de mi-saison. Au départ, la distribution comprend Steve Carell, Rainn Wilson, John Krasinski, Jenna Fischer et B. J. Novak en tant que distribution principale, mais la série connaît de nombreux ajouts dans sa distribution d'ensemble au cours de sa diffusion, parmi lesquels figurent Ed Helms, Mindy Kaling, Craig Robinson, Ellie Kemper, Catherine Tate ou encore James Spader.
Bien que la première saison de The Office rencontre un accueil mitigé, les saisons suivantes sont largement saluées par la critique, ce qui permet à la série d'obtenir une multitude de récompenses notamment un Peabody Award en 2006, deux Screen Actors Guild Awards, un Golden Globe pour la performance de Steve Carell et cinq Primetime Emmy Awards. Le départ de Steve Carell, principale tête d'affiche de la série, à la fin de la saison 7, force la série à se renouveler en se recentrant sur ses nombreux personnages secondaires, entraînant une huitième saison très critiquée. Toutefois, la neuvième et dernière saison conclut les parcours des personnages d'une façon bien reçue par le public. Le final de la série est diffusé le 16 mai 2013, plus de huit années après le premier épisode. Visionné par 5,7 millions de téléspectateurs aux États-Unis, il est généralement considéré comme une réussite.
En France, la série est diffusée entre juin 2007 et février 2014 sur Canal+. Elle est disponible en intégralité en DVD, ainsi que sur les plateformes Prime Video et Netflix. Malgré son arrêt en 2013, sa présence sur les plateformes de streaming permet à la série de continuer à gagner en popularité, avec l'émergence de nombreux mèmes autour de moments marquants. Plusieurs personnes impliquées dans la série estiment ainsi qu'elle demeure plus populaire encore que lors de sa diffusion télévisée, avec une communauté demeurant très active sur internet.

## Synopsis
La série met en scène le quotidien des employés de bureau d'une société de vente de papier, Dunder Mifflin, à Scranton en Pennsylvanie, au travers de personnages hétérogènes et des relations, amitiés, amours et événements de leur vie. Elle présente notamment le patron Michael Scott qui, souhaitant être au centre de l'attention, affecte de voir en ses employés une famille de substitution. Il monopolise leur temps avec des blagues lourdes, racistes ou misogynes, ou en créant de multiples occasions de divertissement maladroites et non souhaitées par les employés. Ceux-ci sont rarement amusés, plutôt excédés de son comportement. Ils vivent entre eux de nombreuses autres interactions : histoires d'amour et d'amitiés, rivalités, compétition professionnelle, problèmes de santé et de famille, etc..

## Production

### Fiche technique
Sauf indication contraire, les informations mentionnées dans cette section peuvent être confirmées par la base de données cinématographiques IMDb,  présente dans la section « Liens externes ».
- Titre original : The Office
- Titre de travail : The Office: An American Workplace
- Titre français : The Office
- Création :
  - Ricky Gervais
  - Stephen Merchant
- Réalisation :
  - Randall Einhorn
  - Matt Sohn
  - Sarah Levy
  - Peter Smokler
- Scénario :
  - Ricky Gervais
  - Stephen Merchant
- Distribution : Voir distribution artistique
- Musique : Jay Ferguson
- Production : Greg Daniels
- Société de production : NBCUniversal Television Studio
- Société de distribution : NBCUniversal Television Distribution
- Pays d'origine :  États-Unis
- Langue originale : Anglais
- Genre : Sitcom
- Nombre de saisons : 9
- Nombre d'épisodes : 201
- Durée : 22-42 minutes
- Dates de première diffusion[2] :
  -  États-Unis : 24 mars 2005
  -  France : 3 juin 2007
  -  Belgique : 7 septembre 2008

### Concept
The Office est une comédie de type sitcom se présentant sous la forme d'un faux documentaire (ou documentaire parodique, mockumentary),. Le principe moteur de la série est qu'une équipe de tournage décide de filmer une entreprise de vente de papier, nommée Dunder Mifflin, et la vie quotidienne de ses employés, dans la ville de Scranton en Pennsylvanie, aux États-Unis,.

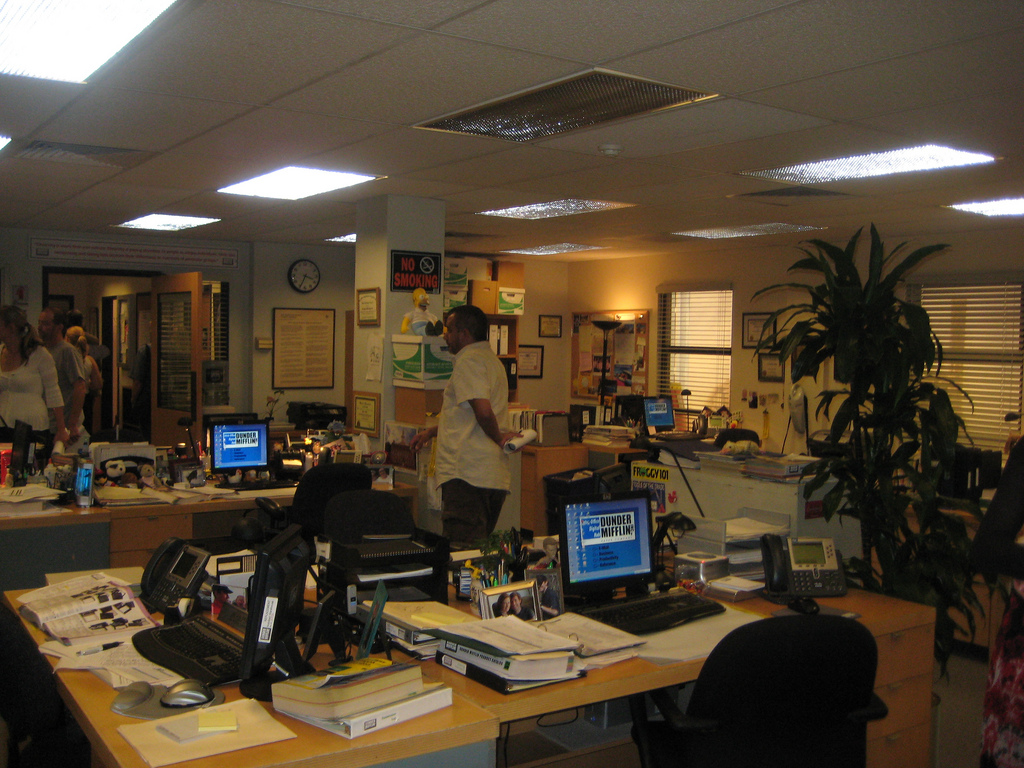
Le lieu principal de l'action de la série, les bureaux de la société de papier Dunder Mifflin à Scranton.

La présence de la caméra est connue des personnages, en particulier Michael Scott, le patron, qui participe avec enthousiasme et essaie de se mettre en valeur (ce qui s'avère en général contre-productif),, ou Jim Halpert, un employé vendeur, qui lui adresse fréquemment des regards et des commentaires amusés ou désabusés,. D'autres, comme Jan Levinson, vice-présidente des ventes du Nord-Est à Dunder Mifflin, sont souvent irrités ou parfois mal à l'aise avec cette présence. Les personnages, en particulier Jim et Pam, la réceptionniste, regardent parfois vers la caméra lorsque Michael crée une situation délicate,.
L'action de chaque épisode est ponctuée d'entretiens avec les personnages, en tête-à-tête avec la caméra sur le mode de la confession, à propos des événements de la journée. Occasionnellement, deux personnages sont présents en même temps à l'entretien ou l'entretien d'un personnage est interrompu par un autre.
Parfois, la caméra est impliquée dans le déroulement de l'intrigue et « devient en quelque sorte un personnage à part entière »,,. Dans les premiers épisodes, l'équipe de tournage semble confinée à l'espace du bureau (The Office), mais peu à peu, la caméra est de plus en plus intrusive dans la vie privée des personnages, y compris chez eux ou à l'extérieur, et dévoile au spectateur des relations censées demeurer secrètes. Les conversations intimes sont souvent filmées à travers des portes entrebâillées ou des fenêtres. Par ailleurs, les personnages portent des micros-cravates, fournis par l'équipe de tournage, ce qui permet d'entendre les conversations à huis clos,.

### Équipe technique

#### Production
Greg Daniels adapte la série britannique The Office pour la télévision américaine et sert de directeur de série (show runner) pendant les quatre premières saisons de la série. Il quitte ensuite son poste lorsqu'il co-crée la série humoristique Parks and Recreation avec son collègue écrivain Michael Schur, restant cependant dans l'équipe d'écriture de The Office et partageant son temps entre les deux séries,. Paul Lieberstein et Jennifer Celotta sont nommés directeurs de série pour la cinquième saison. Celotta quitte la série après la sixième saison et Lieberstein reste directeur de série pendant les deux saisons suivantes. Il quitte sa place après la huitième saison pour rejoindre la série dérivée potentielle qui met en scène Dwight Schrute, intitulée The Farm, finalement annulée par NBC,. Enfin, Greg Daniels retourne à la position de directeur de série pour la neuvième et dernière saison,,.
Les autres producteurs délégués comprennent des membres de la distribution, B. J. Novak et Mindy Kaling,. Ces deux derniers, avec Greg Daniels, Paul Lieberstein et Michael Schur constituent l'équipe originale d'écriture. Mindy Kaling, B. J. Novak et Paul Lieberstein jouent également plusieurs rôles dans la série, en tant que personnages réguliers, ainsi que dans l'écriture, la réalisation et la production de certains épisodes. Créditée avec vingt-six épisodes, Mindy Kaling est la scénariste la plus prolifique parmi la distribution.

#### Réalisation
Ricky Gervais et Stephen Merchant, qui ont créé la série britannique originale, sont crédités en tant que producteurs exécutifs et ont écrit le pilote et l'épisode neuf de la troisième saison (« L'ex-taulard »). Stephen Merchant réalise ensuite l'épisode sept de la cinquième saison (« Enquête de satisfaction ») tandis que Ricky Gervais reprend son rôle de David Brent dans les épisodes « Le Séminaire d'Andy » (« The Seminar », saison 7, épisode 14) et « Recherche directeur désespérément » (« Search Committee », saison 7, épisode 26),.
Randall Einhorn et Paul Feig sont les réalisateurs les plus fréquents de la série, avec 15 épisodes crédités chacun. D'autres réalisateurs de nombreux épisodes de la série comprennent Ken Kwapis (13 ép.), Greg Daniels (13 ép.), Jeffrey Blitz (11 ép.), Ken Whittingham (9 ép.), David Rogers (9 ép.), Charles McDougall (8 ép.), Matt Sohn (8 ép.), Tucker Gates (4 ép.), Harold Ramis (4 ép.), Brent Forrester (4 ép.), Jennifer Celotta (3 ép.) ou encore Troy Miller (3 ép.). La série connaît également plusieurs réalisateurs invités, dont le co-créateur de Lost, J. J. Abrams,, le créateur de Buffy contre les vampires Joss Whedon, tous deux fans de la série, et les cinéastes Jon Favreau, Jason Reitman et Marc Webb. Certains épisodes sont réalisés par plusieurs des acteurs de la série, notamment Paul Lieberstein (7 ép.), B. J. Novak (5 ép.), Steve Carell (3 ép.), John Krasinski (3 ép.), Rainn Wilson (3 ép.), Mindy Kaling (2 ép.), Ed Helms (2 ép.) et Brian Baumgartner (1 ép.).

### Développement et écriture
Avant la diffusion du deuxième épisode, les scénaristes mènent des recherches dans des bureaux. Ce processus est habituel pour Greg Daniels, qui l'a utilisé pour sa série précédente Les Rois du Texas ainsi que pour Parks and Recreation. L'idée de l'épisode « La remise des prix » (« The Dundies », saison 2, épisode 1) est brièvement envisagée comme épisode pilote, mais Daniels préfère finalement adapter directement le premier épisode de la série britannique originale, puisqu'il pense que « partir complètement de zéro serait une chose très risquée à faire »,,.
Une fois la distribution confirmée, les scénaristes écrivent les personnages en fonction des acteurs, ce qui permet à la série de s'écarter de la version britannique à partir du deuxième épisode, « La Journée de la diversité » (« Diversity Day », saison 1, épisode 2). Après la première saison, à la suite de réactions mitigées, les scénaristes tentent de rendre la série plus « optimiste » et de rendre Michael Scott, le personnage principal interprété par Steve Carell, plus sympathique,,. Ils travaillent également davantage les personnages secondaires de la série, leur donnant des personnalités avec plus de profondeur, et rendent les lumières du bureau plus lumineuses, ce qui permet à l'adaptation de se différencier encore un peu plus de la série britannique,.
Selon B. J. Novak, les scripts ont tendance à être trop longs pour la plage habituelle de 22 minutes, entraînant plusieurs coupures afin de rester dans la durée de l'épisode. Par exemple, le scénario de l'épisode « Recherche directeur désespérément » (saison 7, épisode 26) fait initialement 75 pages, soit dix pages de trop. Un scénario complet est écrit pour chaque épisode, cependant, les acteurs ont l'occasion d'improviser pendant le tournage. Jenna Fischer a déclaré : « Nos épisodes sont entièrement scénarisés. [Les scénaristes] mettent tout sur papier. Nos regards vers la caméra, nos hésitations... tout. C'est le travail de l'acteur de le faire paraître frais et naturel. Mais nous pouvons aussi jouer un peu. Steve [Carell] et Rainn [Wilson] sont de brillants improvisateurs »,.
Par exemple, lors du premier épisode de la troisième saison, « Le Péril gay », Michael organise une réunion sur l'homosexualité et embrasse Oscar sur la bouche,,. Le baiser ne figure pas dans le script — Michael doit normalement embrasser Oscar sur le front —, cependant, Steve Carell, sentant que la scène est un peu plate, décide d'improviser et de l'embrasser directement sur la bouche,,,. Les acteurs n'étant pas préparés à cette scène, leurs réactions d'étonnement et de stupéfaction, visibles à la caméra, sont donc toutes authentiques et bien réelles,,. De plus, immédiatement après ce baiser, Dwight se lève de sa chaise pour imiter Michael et embrasse Oscar, moment également complètement improvisé.
Ces improvisations conduisent à un grand nombre de scènes supprimées pour presque tous les épisodes ; pour Greg Daniels, celles-ci font cependant partie du canon et de l'univers de la série. Les scènes supprimées sont parfois restaurées pour allonger les épisodes ou attirer le public vers des contenus additionnels. Ainsi, à plusieurs occasions, des scènes supprimées sont rendues disponibles sur NBC.com, iTunes ou encore sur les bonus de DVD,.

### Distribution artistique

#### Rôles principaux

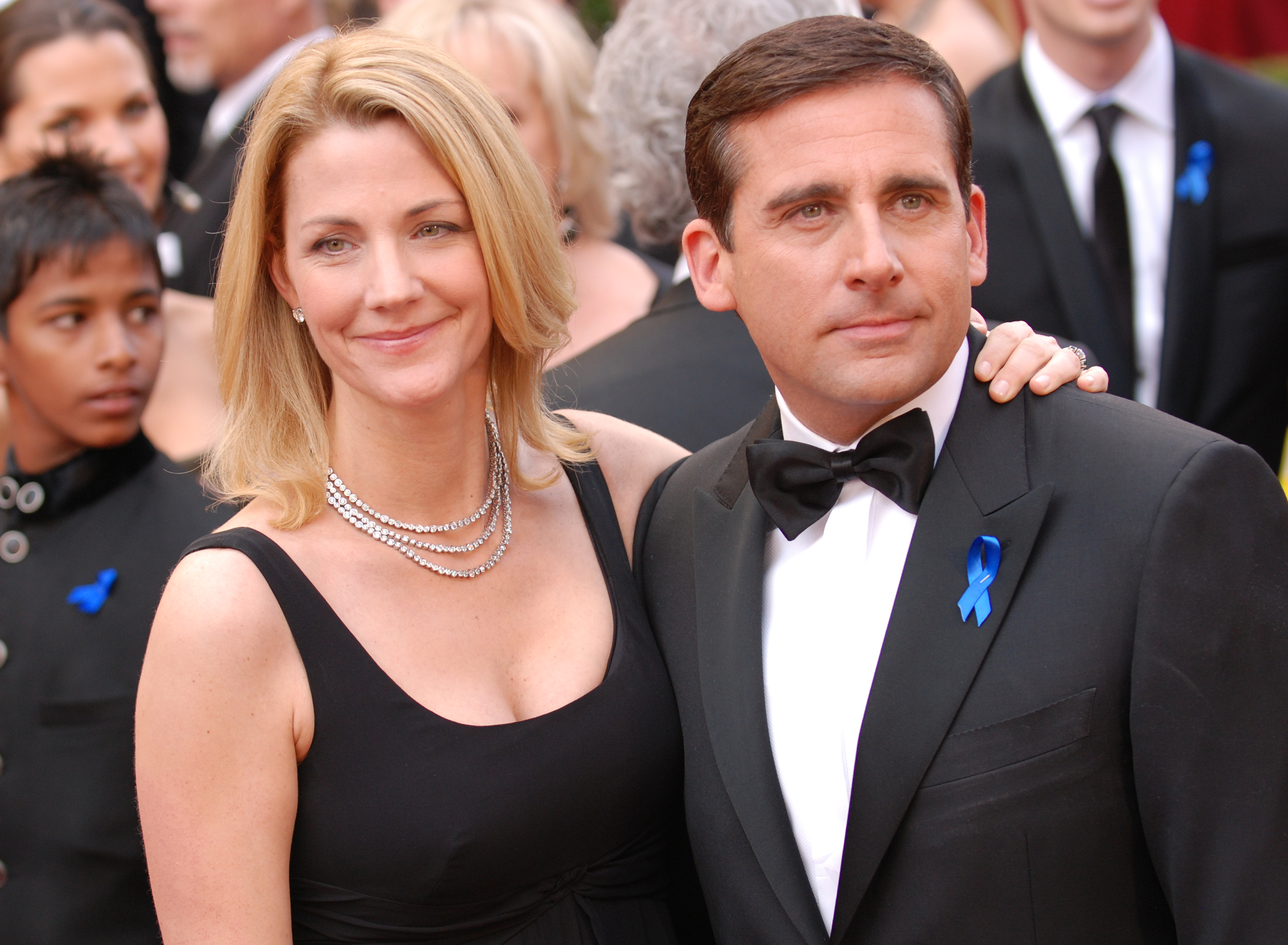
Steve Carell, interprète de Michael Scott, ici photographié en 2010 avec sa femme, Nancy Carell, qui joue également un petit rôle dans la série, celui de l'agent immobilière et ancienne petite amie de Michael, Carol Stills.

Selon Jenna Fischer, interprète de Pam Beesly, les auditions de la série se sont déroulées sans scénario, un fait inhabituel. Les producteurs posent alors plusieurs questions aux acteurs, étant censés répondre en se mettant à la place du personnage pour lequel ils auditionnent,. Le programmeur de NBC Kevin Reilly suggère initialement Paul Giamatti au producteur Ben Silverman pour le rôle de Michael Scott, mais l'acteur refuse le rôle,. Martin Short, Hank Azaria et Bob Odenkirk auraient été intéressés par le rôle,,. En janvier 2004, le magazine américain Variety rapporte que Steve Carell est en pourparlers pour le rôle,. À l'époque, il est déjà engagé pour une autre comédie de NBC, Come to Papa, mais la série est rapidement annulée, permettant son engagement total envers The Office. Steve Carell a déclaré plus tard n'avoir vu qu'environ la moitié de l'épisode pilote de la série britannique avant son audition ; il n'a pas fini l'épisode de peur de commencer à copier l'attitude du personnage de Ricky Gervais. Philip Seymour Hoffman, Ben Falcone, Alan Tudyk ou encore Paul F. Tompkins figurent parmi les autres personnes considérées ou auditionnées pour le rôle,,. Rainn Wilson, qui auditionne initialement pour le rôle de Michael Scott et a regardé tous les épisodes de la série britannique avant d'auditionner, est choisi pour incarner le personnage de Dwight Schrute,,. Il a décrit sa performance en tant que Michael Scott comme une « terrible imitation de Ricky Gervais », et les directeurs de casting préfèrent son audition en tant que Dwight,,. Seth Rogen, Matt Walsh, Patton Oswalt et Judah Friedlander ont également auditionné pour le rôle,,.
John Krasinski et Jenna Fischer ont été choisis dans leurs rôles respectifs de Jim et Pam, pour l'intrigue amoureuse centrale de la série,. John Krasinski a fréquenté la même école que B. J. Novak, interprète de Ryan Howard, et les deux sont de très bons amis,,. Jenna Fischer s'est préparée pour son audition en essayant de sembler aussi ennuyeuse que possible, créant au passage la coiffure originale de Pam. Dans une interview sur Fresh Air de la NPR, elle a indiqué que, avant son audition, le directeur de casting lui a dit : « ne vous faites pas toute jolie et osez m'ennuyer »,. Pour les dernières étapes du processus d'audition pour Pam et Jim, selon Fischer, les producteurs ont évalué l'alchimie entre les potentiels Pam et Jim (quatre de chaque),. Lorsque Jenna Fischer a terminé sa scène avec John Krasinski, il lui a dit qu'elle était sa Pam préférée, ce à quoi elle a répondu qu'il était son Jim préféré,,. Adam Scott et John Cho ont tous deux auditionné pour le rôle de Jim, et Kathryn Hahn a également auditionné pour le rôle de Pam,.

#### Rôles secondaires
La distribution des seconds rôles comprend des acteurs connus pour leur travail d'improvisation : Angela Kinsey (Angela Martin), Kate Flannery (Meredith Palmer), Oscar Nuñez (Oscar Martinez), Leslie David Baker (Stanley Hudson), Brian Baumgartner (Kevin Malone), Melora Hardin (Jan Levinson-Gould) et David Denman (Roy Anderson). Angela Kinsey auditionne initialement pour le rôle de Pam, mais les producteurs la trouvent « trop fougueuse » pour le personnage, la rappelant finalement pour le rôle d'Angela Martin,,,. Kate Flannery auditionne d'abord pour le rôle de Jan Levinson-Gould, avant de décrocher le rôle de Meredith Palmer,. Brian Baumgartner auditionne pour le rôle de Stanley, mais est finalement choisi pour celui de Kevin. Ken Kwapis, le réalisateur de l'épisode pilote, aime la façon dont Phyllis Smith, une associée de casting, interagit avec d'autres acteurs lors d'auditions, et la choisit pour le personnage de Phyllis,. Au début de la troisième saison, Ed Helms, dans le rôle de Andrew « Andy » Bernard, et Rashida Jones, dans le rôle de Karen Filippelli, rejoignent la distribution en tant que membres de Dunder Mifflin Stamford. Alors que Rashida Jones quitte plus tard la série pour un rôle dans Parks and Recreation,, en février 2007, NBC annonce qu'Ed Helms est promu en tant qu'acteur régulier,.
Quatre des scénaristes de l'émission se produisent également devant la caméra. B. J. Novak est la première personne à être embauchée dans la distribution pour le rôle du stagiaire Ryan Howard après que Greg Daniels a vu une de ses prestations de stand-up,, et Paul Lieberstein est choisi pour le personnage du directeur des ressources humaines Toby Flenderson,. Au départ, Greg Daniels ne sait pas quel rôle donner à Mindy Kaling, jusqu'à ce que l'occasion se présente dans le scénario du deuxième épisode de la première saison, « La Journée de la diversité » (« Diversity Day »), où Michael doit être giflé par une « minorité ». Elle y interprète le rôle de Kelly Kapoor, ayant déclaré : « Depuis [cette gifle], je suis dans la série ». Michael Schur fait également des apparitions occasionnelles en tant que Mose, le cousin de Dwight,, et le producteur consultant Larry Wilmore joue le rôle du formateur en diversité, M. Brown,. Les producteurs tentent de faire apparaître Mackenzie Crook, Martin Freeman et Lucy Davis, de la série britannique, dans la troisième saison,, mais l'idée est abandonnée en raison de conflits de planning,.
Au départ, les acteurs qui jouent les employés de bureau en seconds rôles sont crédités comme des invités. Ce n'est qu'au cours de la deuxième saison qu'ils deviennent des personnages réguliers.
Au fil des saisons, de nombreuses personnalités connues font des apparitions dans la série,. Ainsi, Amy Adams interprète Katy, la petite amie de Jim dans la première saison ; Idris Elba interprète Charles Miner, le nouveau vice-président des ventes régionales lors de la cinquième saison, ; Kathy Bates interprète Jo Bennett, PDG de Sabre au cours de la sixième et septième saison, ; Jim Carrey ainsi que Warren Buffett font une apparition dans l'épisode final de la septième saison,,, ; Bob Odenkirk interprète Mark Franks, directeur régional de Simon Realty, dans un épisode de la neuvième saison ; ou encore Dakota Johnson, qui apparaît en tant que Dakota, dans l'épisode final de la série.

### Tournage
The Office est filmé avec une configuration à une seule caméra dans le style cinéma direct pour créer l'apparence d'un documentaire, sans public en studio ni rires enregistrés, permettant à son humour « impassible » et « absurde » de se manifester pleinement. À partir de la deuxième saison, presque chaque épisode débute par un cold open (ou séquence pré-générique) souvent comique puis enchaîne sur la musique d'introduction. L'acteur John Krasinski a tourné les images de Scranton pour le générique d'ouverture après avoir découvert qu'il avait été choisi pour Jim,,. Il se rend également à Scranton pour des recherches et interview des employés de véritables sociétés de papier.

Logo de la société de papier fictive Dunder Mifflin.

Afin de donner l'impression d'un véritable documentaire, les producteurs embauchent le directeur de la photographie Randall Einhorn, connu pour la réalisation d'épisodes de la version américaine de Survivor, ce qui permet à la série d'avoir un aspect « rugueux et nerveux », comme un véritable documentaire,. Selon Michael Schur, les producteurs de la série suivent strictement le format documentaire, et ils ont souvent de longues discussions pour savoir si une scène peut fonctionner sous ce format,. Par exemple, dans l'épisode seize de la quatrième saison « Stanley se fâche » (« Did I Stutter? »), une scène met en vedette Michael traversant un long processus pour aller aux toilettes et ne pas croiser Stanley. Les producteurs se demandent alors si cela est possible et Randall Einhorn parcourt la scène afin de voir si un cadreur peut se rendre à tous les endroits à temps pour filmer toute la scène. Malgré l'écriture stricte des premières années, les saisons suivantes semblent avoir assoupli les règles sur le format, l'équipe de tournage se rendant souvent dans des endroits où les équipes de documentaires réels n'iraient pas, ce qui a également changé le style d'écriture et de comédie de la série. Cette incohérence est partiellement critiquée par les critiques et les fans,.
Le tournage du premier épisode « La Rumeur » (« Pilot », saison 1, épisode 1) commence début 2004 tandis que celui du dernier épisode de la série « Point Final » (« Finale », saison 9, épisode 25) se termine le 16 mars 2013, deux mois avant sa diffusion,.

### Musique

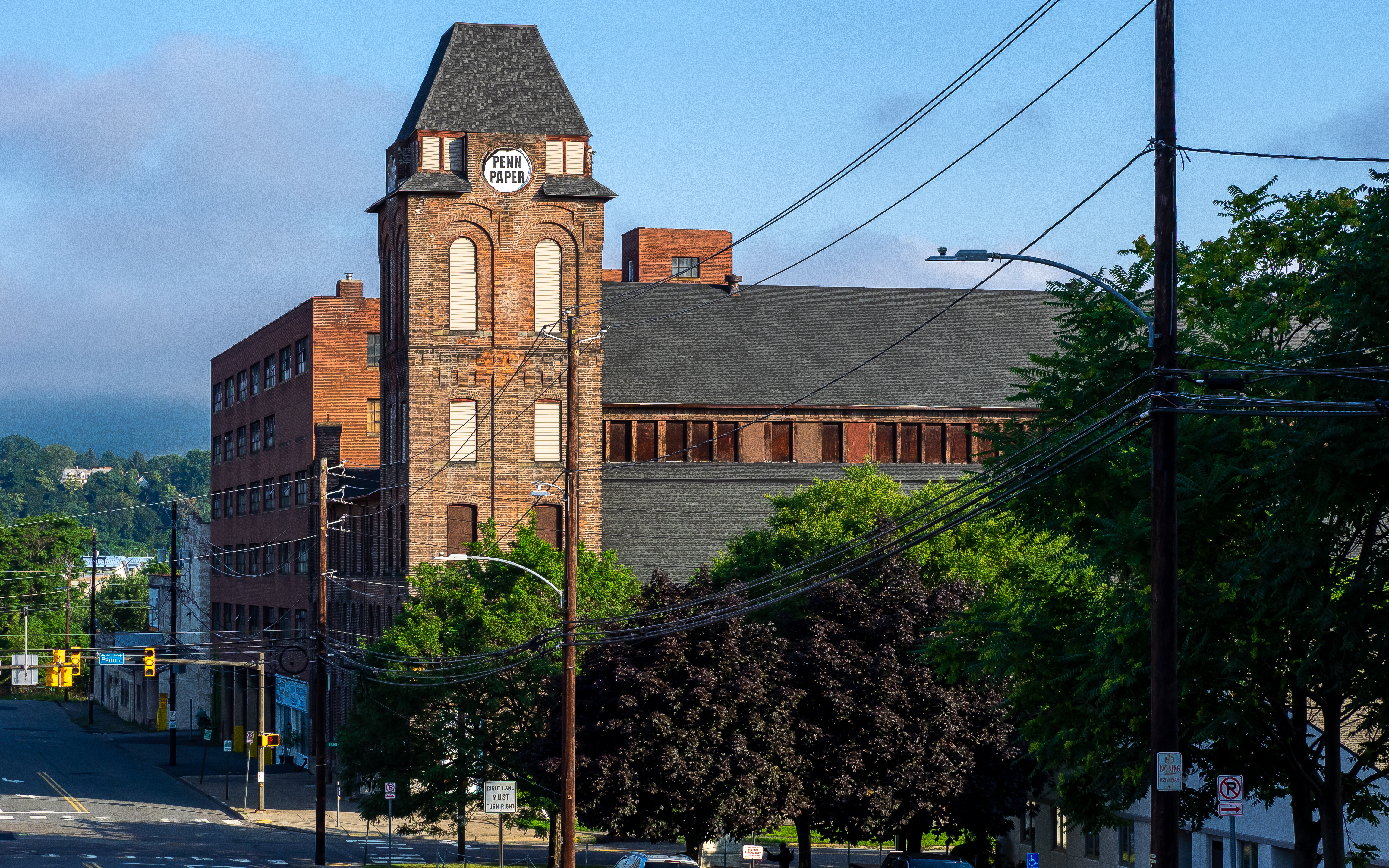
La tour de la Pennsylvania Paper & Supply Company, à Scranton en Pennsylvanie, présentée au générique d'ouverture.

Lorsqu'il choisit la chanson thème de The Office, le producteur Greg Daniels a plusieurs pistes qu'il envisage d'utiliser : des chansons existantes dont « Better Things » de The Kinks, « Float On » de Modest Mouse, « Mr. Blue Sky » par Electric Light Orchestra, ou encore plusieurs pièces originales que des artistes présentent aux producteurs via des auditions,,. Greg Daniels laisse la distribution voter pour la chanson à utiliser et leur propose quatre choix,. La plupart d'entre eux choisissent « Mr. Blue Sky », mais, la chanson étant déjà utilisée dans la série dramatique LAX, cette option ne se concrétise pas,. Le morceau choisi est finalement une composition originale écrite par Jay Ferguson et interprétée par The Scrantones,,,.
La chanson thème est jouée pendant le générique d'ouverture, qui présente des scènes de Scranton, diverses scènes dans le bureau et les principaux acteurs. Certains épisodes de la série utilisent une version raccourcie du thème. À partir de la quatrième saison, la musique est également jouée sur le générique de clôture, qui défilait auparavant en silence. Les extérieurs des bâtiments vus dans le générique sont de vrais bâtiments de Scranton, en Pennsylvanie, et ont été tournés par l'acteur John Krasinski,,.
Le format de documentaire parodique (mockumentary) de la série ne contient aucune piste de rire, et la plupart de la musique est diégétique (entendues par les personnages et le téléspectateur), avec des chansons chantées ou jouées par les personnages ou entendues sur des radios, des ordinateurs ou d'autres appareils. Cependant, des chansons sont jouées pendant les montages ou le générique de clôture, comme « Tiny Dancer » d'Elton John (« La remise des prix », saison 2, épisode 1), et « Islands in the Stream » de Kenny Rogers et Dolly Parton (« Surveillance électronique », saison 2, épisode 9). La musique présentée a tendance à être bien connue et les chansons reflètent souvent le personnage, comme la tentative de Michael de paraître branché en utilisant « Mambo No. 5 » et plus tard « My Humps » comme sonnerie de téléphone portable,.

## Distribution

### Personnages principaux
The Office emploie une distribution d'ensemble, où les personnages se voient tous assigner une importance équivalente. De nombreux personnages dans la distribution de The Office sont basés sur la série britannique originale,. Bien que ces personnages aient généralement la même attitude et les mêmes perceptions que leurs homologues britanniques, les rôles ont été repensés pour mieux s'adapter à la série américaine. La série est connue pour sa très large distribution, avec beaucoup d'acteurs et actrices connus en particulier pour leur talent d'improvisation. Steve Carell incarne Michael Scott, directeur régional de la succursale Dunder Mifflin Scranton,,. Librement basé sur David Brent, le personnage de Ricky Gervais dans la série britannique, Michael Scott est un homme bien intentionné mais balourd dont les tentatives d'humour, bien qu'apparemment innocentes, ennuient ou choquent souvent ses pairs et employés, et dans certaines situations conduisent à des réprimandes de la part de ses supérieurs,,.

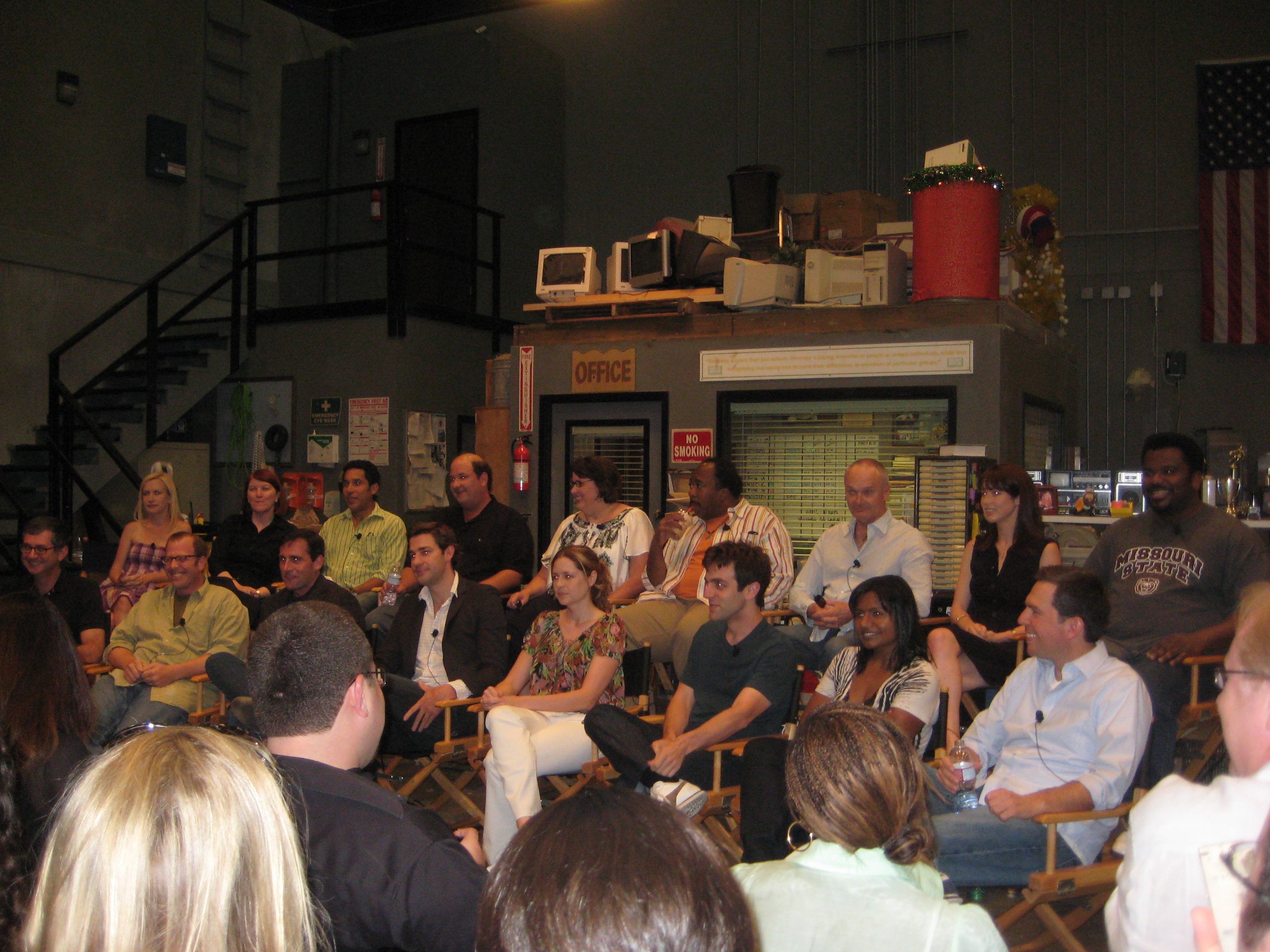
L'équipe de la série en 2009.

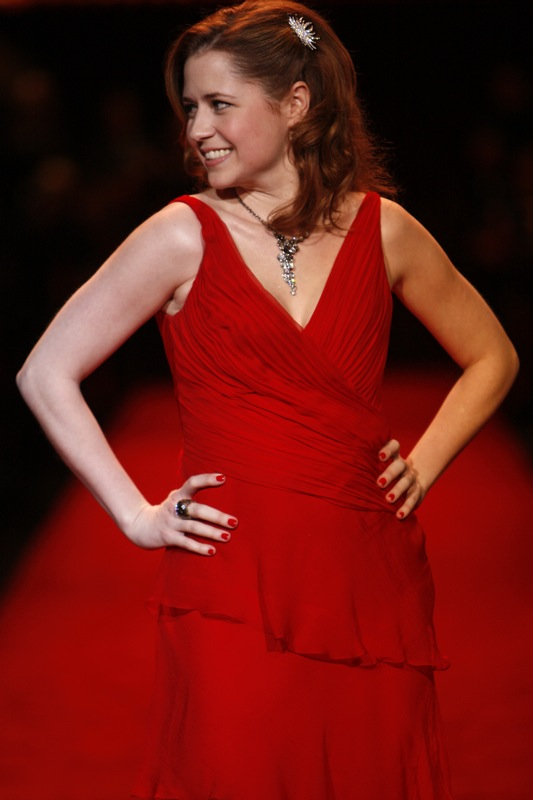
Jenna Fischer, interprète de Pam Beesly.

Rainn Wilson joue Dwight Schrute, vendeur et assistant du directeur régional (« assistant to the regional manager »), un titre fictif créé par Michael,,,. John Krasinski incarne Jim Halpert, un vendeur qui est connu pour son esprit et ses blagues pratiques sur Dwight (souvent accompagné par Pam Beesly),. Jim Halpert est basé sur Tim Canterbury, et est connu pour avoir des sentiments pour Pam, la réceptionniste, qui est fiancée à un collègue,,.
Pam, interprétée par Jenna Fischer, est basée sur Dawn Tinsley. Elle est timide, mais dans de nombreux cas, accompagne Jim dans ses farces sur Dwight,. B. J. Novak incarne Ryan Howard, le stagiaire, qui est basé sur le personnage de Ricky Howard dans la version britannique de la série,.

### Personnages secondaires
Le service de comptabilité comprend Angela Martin (Angela Kinsey), une femme tendue et critique qui aime l'ordre et veut que les situations restent aussi professionnelles que possible,, ; Kevin Malone (Brian Baumgartner), homme gentil mais sans esprit qui apprécie l'humour gamin et aime jouer,, ; Oscar Martinez (Oscar Nuñez) est intelligent et cultivé mais souvent condescendant ; son homosexualité et son origine hispanique en font une cible fréquente pour les commentaires maladroits de Michael,,.
Pour compléter le bureau, le vendeur laconique Stanley Hudson (Leslie David Baker), qui ne supporte pas les références constantes de Michael à son héritage noir américain (il n'aime pas non plus participer à des réunions qui font perdre du temps et travaille plutôt sur des mots croisés ou fait une sieste) ; le représentant inquiétant de l'assurance qualité, Creed Bratton (Creed Bratton), qui a des antécédents criminels mystérieux,, ; la vendeuse timide et sympathique Phyllis Lapin (Phyllis Smith), qui épouse Bob Vance (Robert R. Shafer) de Vance Refrigeration, une entreprise dont le bureau se trouve en face de Dunder Mifflin, ; Kelly Kapoor (Mindy Kaling), représentante du service à la clientèle compétente mais un peu superficielle et très bavarde ; la représentante des relations d'approvisionnement, Meredith Palmer (Kate Flannery), alcoolique et désinhibée,,, ; le représentant des ressources humaines Toby Flenderson (Paul Lieberstein), qui est détesté, et souvent la cible d'abus de la part de Michael,,, ; le contremaître de l'entrepôt Darryl Philbin (Craig Robinson) ; l'employé de l'entrepôt et le fiancé de Pam, Roy Anderson (David Denman) ; le directeur administratif et financier de Dunder Mifflin, David Wallace (Andy Buckley) ; et la vice-présidente des ventes régionales de Dunder Mifflin, Jan Levinson (Melora Hardin),.

### Personnages introduits après la troisième saison
Au cours de la troisième saison, le personnage de Andrew « Andy » Bernard, interprété par Ed Helms, un vendeur de la succursale de Stamford, dans le Connecticut, de Dunder Mifflin, est transféré à la branche de Scranton après la fusion des deux bureaux,,. À la fin de la saison quatre, Holly Flax (Amy Ryan) est transférée au bureau en remplacement de Toby aux ressources humaines,. Michael tombe amoureux d'elle, car ils partagent des traits de personnalité très similaires,,.
Vers la fin de la saison cinq, la pétillante et naïve Erin Hannon (Ellie Kemper) est présentée comme remplaçante de Pam comme réceptionniste après le court passage de Pam à la Michael Scott Paper Company et son passage aux ventes,,,. Jo Bennett (Kathy Bates) est le PDG de Sabre, une entreprise qui reprend Dunder Mifflin,, et Gabe Lewis (Zach Woods), introduit au milieu de la saison six, est un employé de Sabre qui est affecté à la branche de Dunder Mifflin Scranton comme le directeur régional des ventes,.
Dans la saison sept, l'amie de Jo Bennett, Nellie Bertram (Catherine Tate), est interviewée pour remplacer Michael Scott, et devient plus tard directeur régional de remplacement pour Andy Bernard dans la saison huit, après que Robert California (James Spader) est devenu le nouveau PDG de Sabre,,,. Dans la saison neuf, Clark Green (Clark Duke) et Pete Miller (Jake Lacy) se joignent en tant que nouveaux représentants du service client,,.

### Acteurs principaux
- Steve Carell (VF : Constantin Pappas) : Michael Scott (saisons 1 à 7, invité saison 9)
- Rainn Wilson (VF : Philippe Siboulet) : Dwight Schrute
- John Krasinski (VF : Stéphane Pouplard) : Jim Halpert
- Jenna Fischer (VF : Amélie Gonin) : Pam Beesly
- B. J. Novak (VF : Thibaut Belfodil) : Ryan Howard (saisons 1 à 7, récurrent saison 8, invité saison 9)
- Ed Helms (VF : Olivier Cordina) : Andy Bernard (récurrent saisons 3 à 5, régulier saisons 6 à 9)

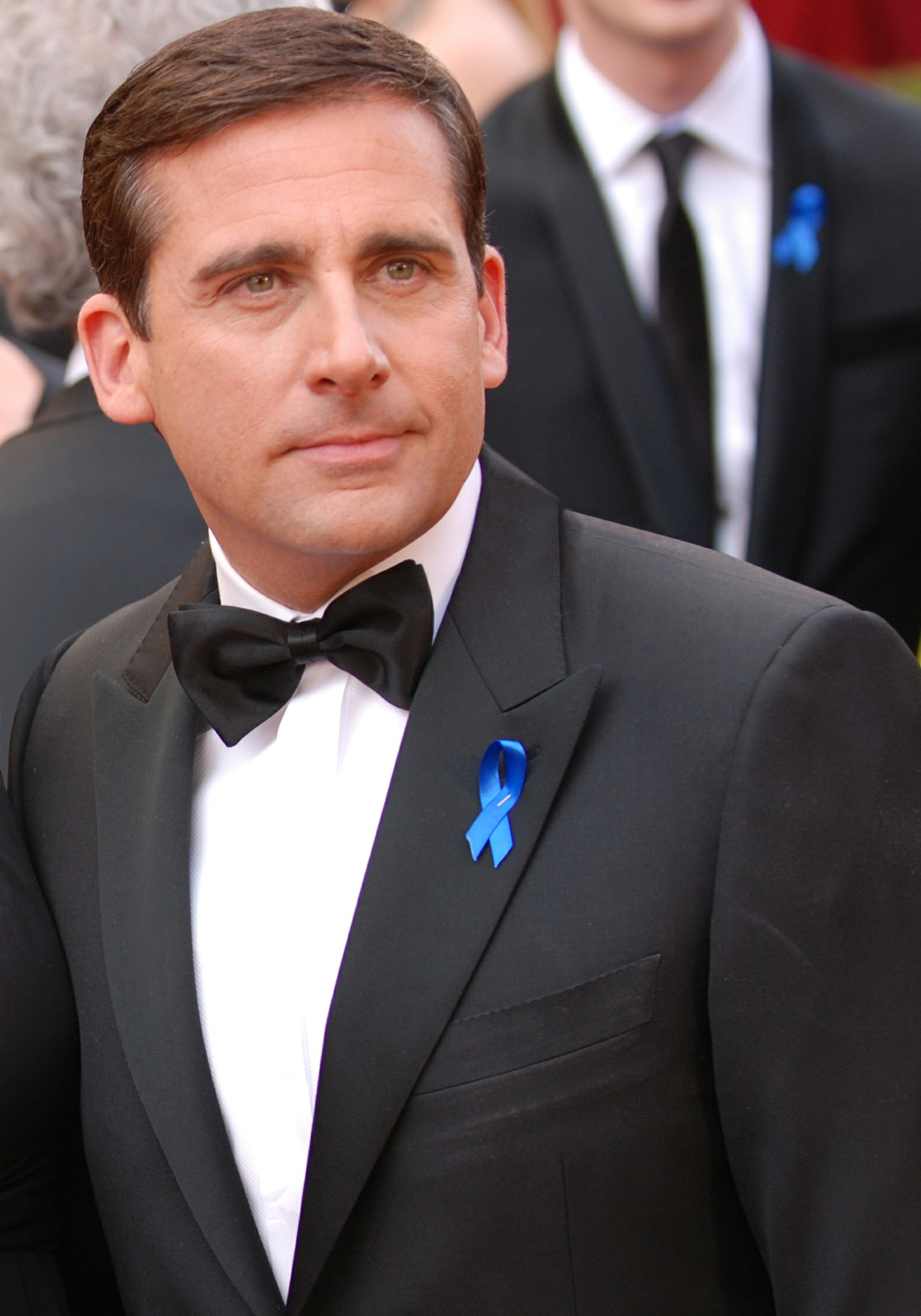
Steve Carell interprète Michael Scott
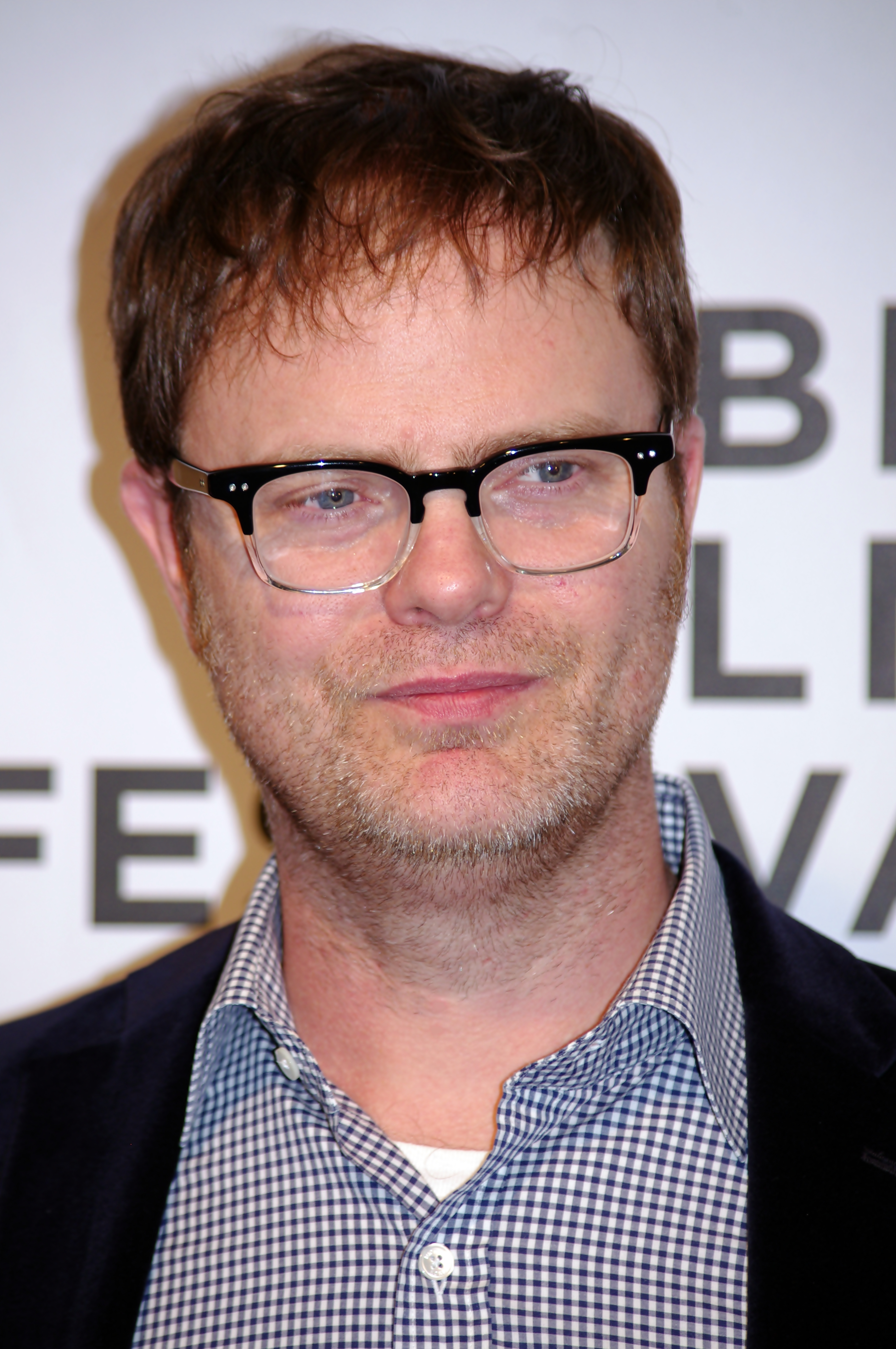
Rainn Wilson interprète Dwight K. Schrute
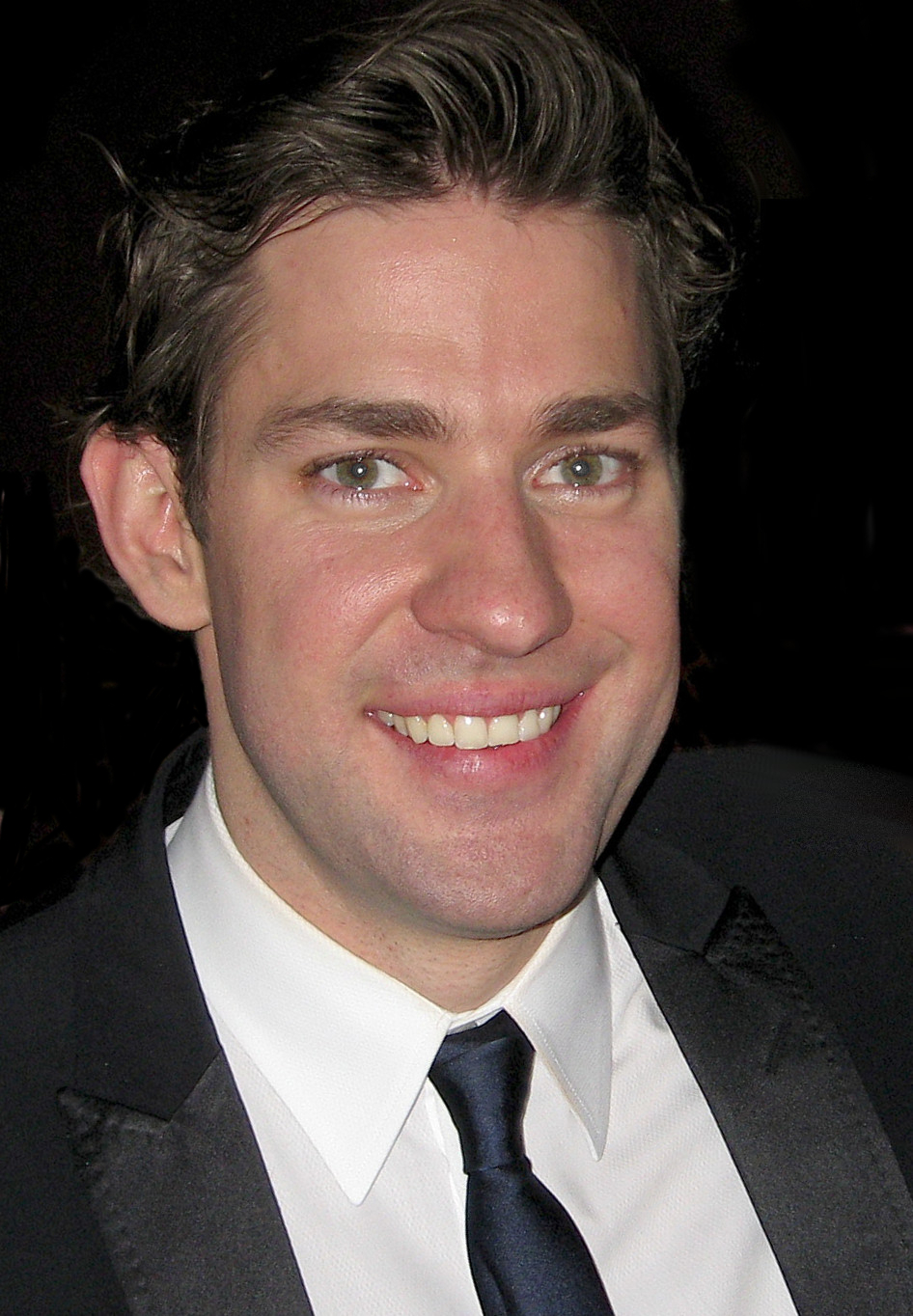
John Krasinski interprète Jim Halpert
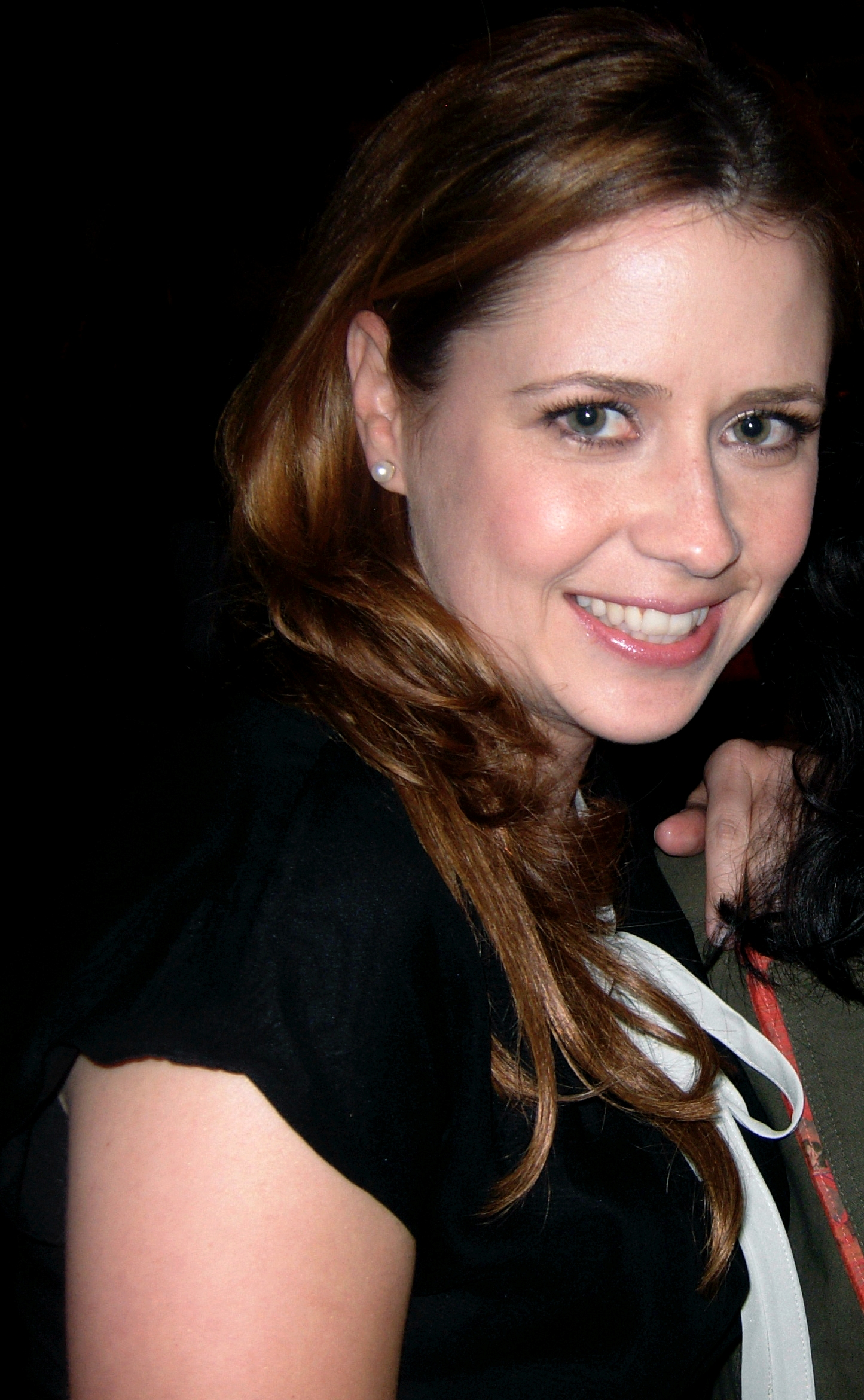
Jenna Fischer interprète Pam Beesly
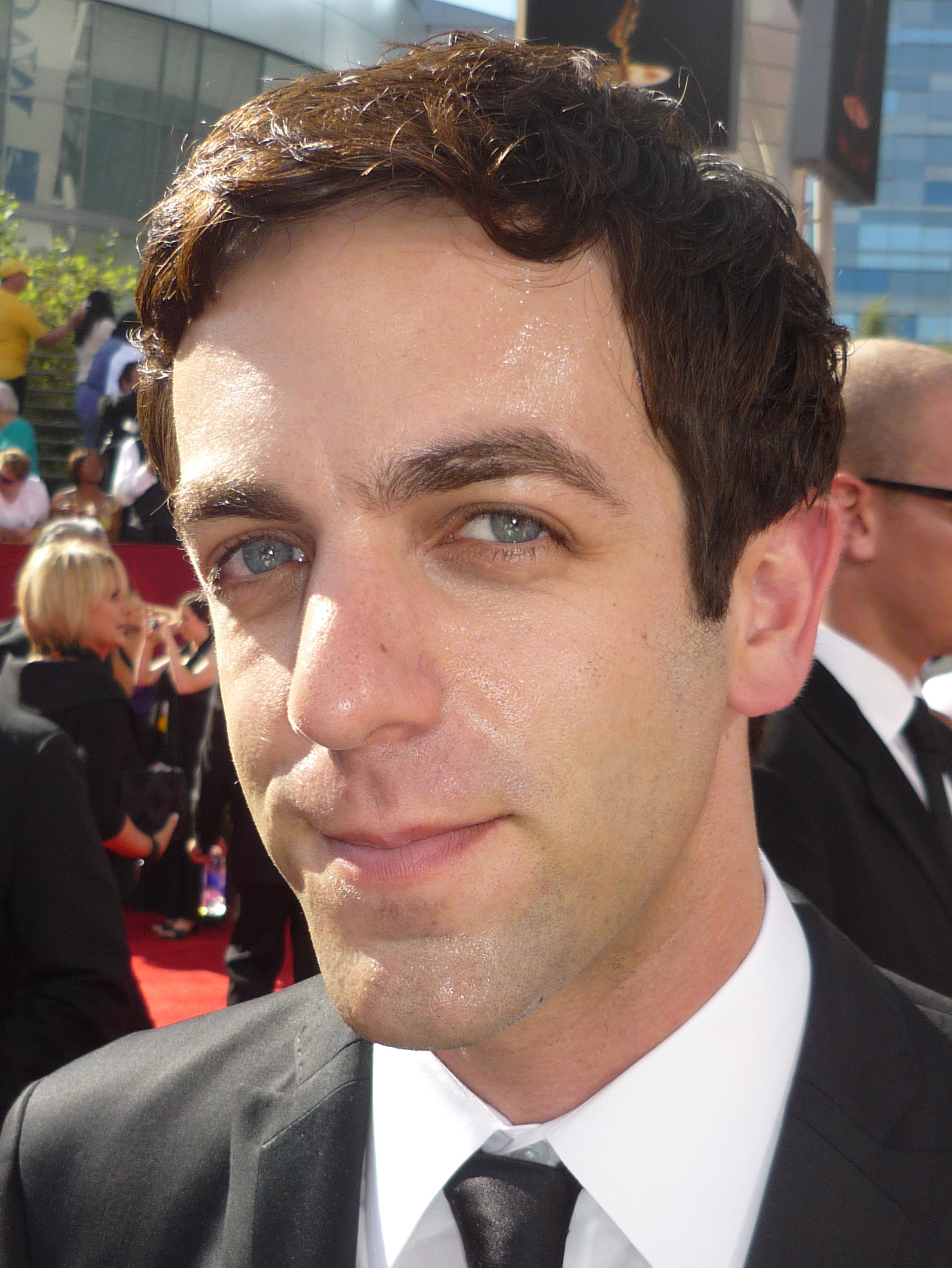
B. J. Novak interprète Ryan Howard
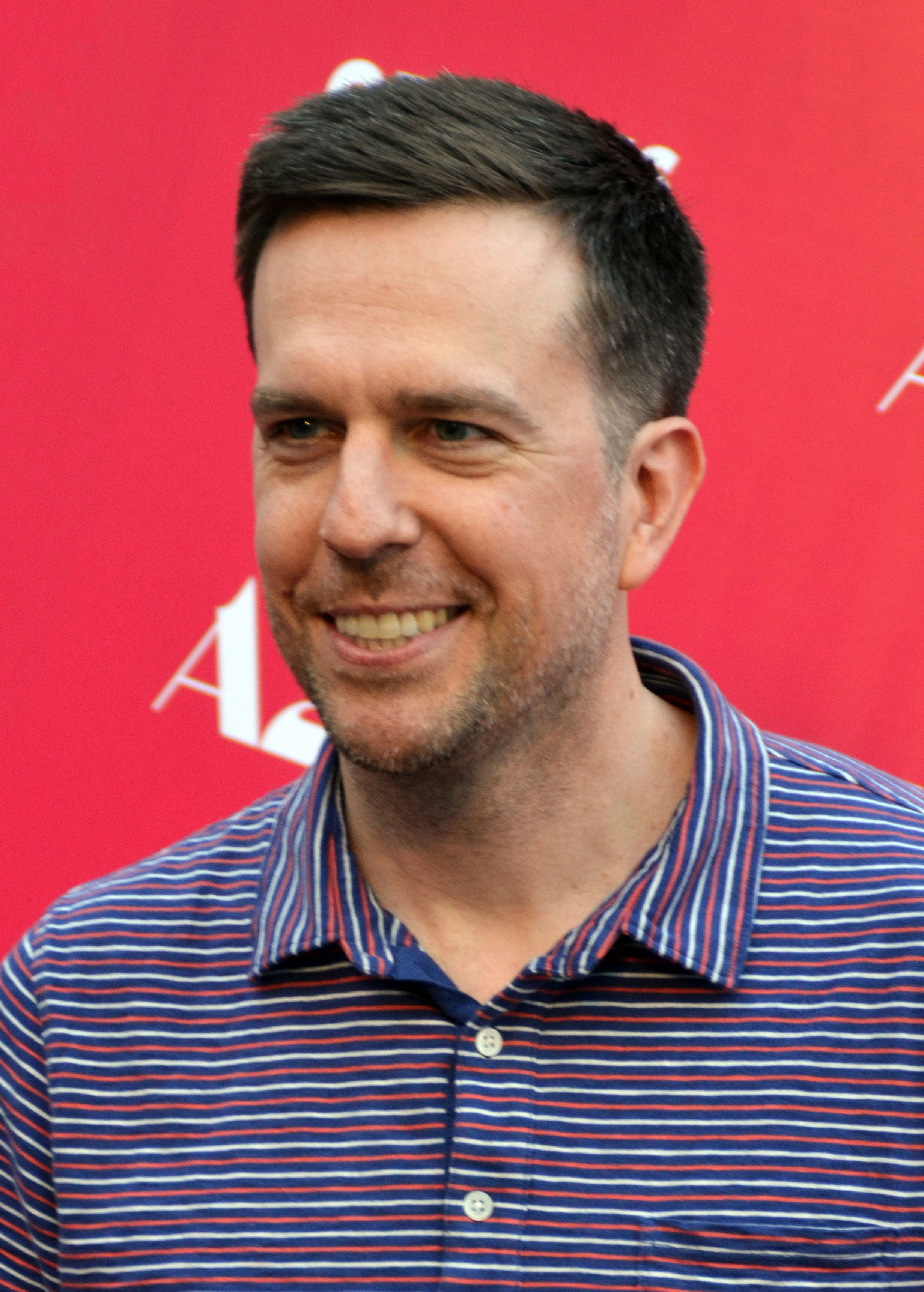
Ed Helms interprète Andy Bernard

### Acteurs secondaires
- Leslie David Baker (VF : Bruno Henry) : Stanley Hudson
- Brian Baumgartner (VF : Yves-Henri Salerne) : Kevin Malone
- Angela Kinsey (VF : Josy Bernard) : Angela Martin
- Oscar Nuñez (VF : Tony Joudrier) : Oscar Martinez
- Phyllis Smith (VF : Marie-Martine) : Phyllis Lapin-Vance
- Kate Flannery (VF : Marie-Christine Robert) : Meredith Palmer
- Mindy Kaling (VF : Audrey Sablé) : Kelly Kapoor
- Creed Bratton (VF : Frédéric Cerdal) : Creed Bratton
- Paul Lieberstein (VF : Martin Brieuc) : Toby Flenderson
- Craig Robinson (VF : Pascal Vilmen) : Darryl Philbin
- Melora Hardin (VF : Laurence Bréheret) : Jan Levinson-Gould (saisons 1 à 5, saisons 7 et 9)
- Andy Buckley (VF : Jacques Faugeron) : David Wallace (saisons 2 à 6, saisons 8 et 9)
- David Denman (VF : Jérôme Berthoud) : Roy Anderson (saisons 1 à 3, saisons 5, 7 et 9)
- Rashida Jones (VF : Julie Dumas) : Karen Filipelli (saisons 3 à 5, saison 7)
- Amy Ryan (VF : Dominique Lelong) : Holly Flax (saisons 4 à 7)
- Ellie Kemper (VF : Lydia Cherton) : Erin Hannon (saisons 5 à 9)
- Zach Woods (VF : Benjamin Pascal) : Gabe Lewis (saisons 6 à 9)
- Kathy Bates (VF : Denise Metmer) : Jo Bennett (saisons 6 et 7)
- Catherine Tate (VF : Danièle Douet) : Nellie Bertram (saisons 7 à 9)
- James Spader (VF : Pierre-François Pistorio) : Robert California (saisons 7 et 8)
- Clark Duke (VF : Jérôme Wiggins) : Clark Green (saison 9)
- Jake Lacy (VF : Sylvain Agaesse) : Pete Miller (saison 9)

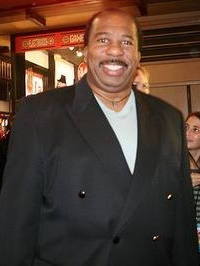
Leslie David Baker interprète Stanley Hudson
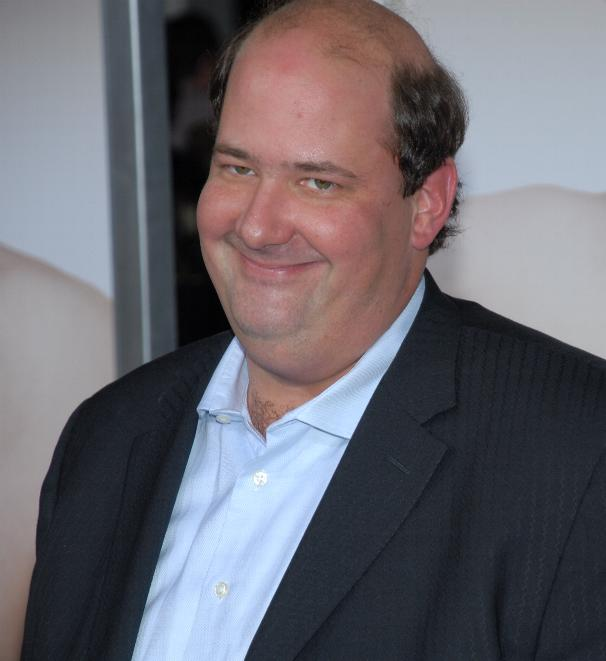
Brian Baumgartner interprète Kevin Malone
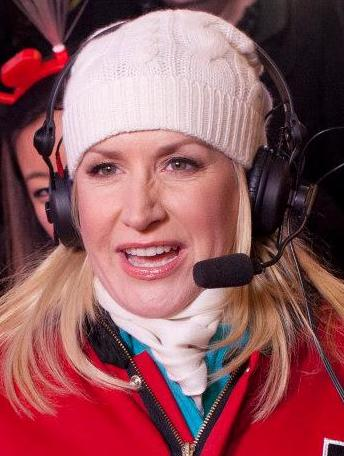
Angela Kinsey interprète Angela Martin
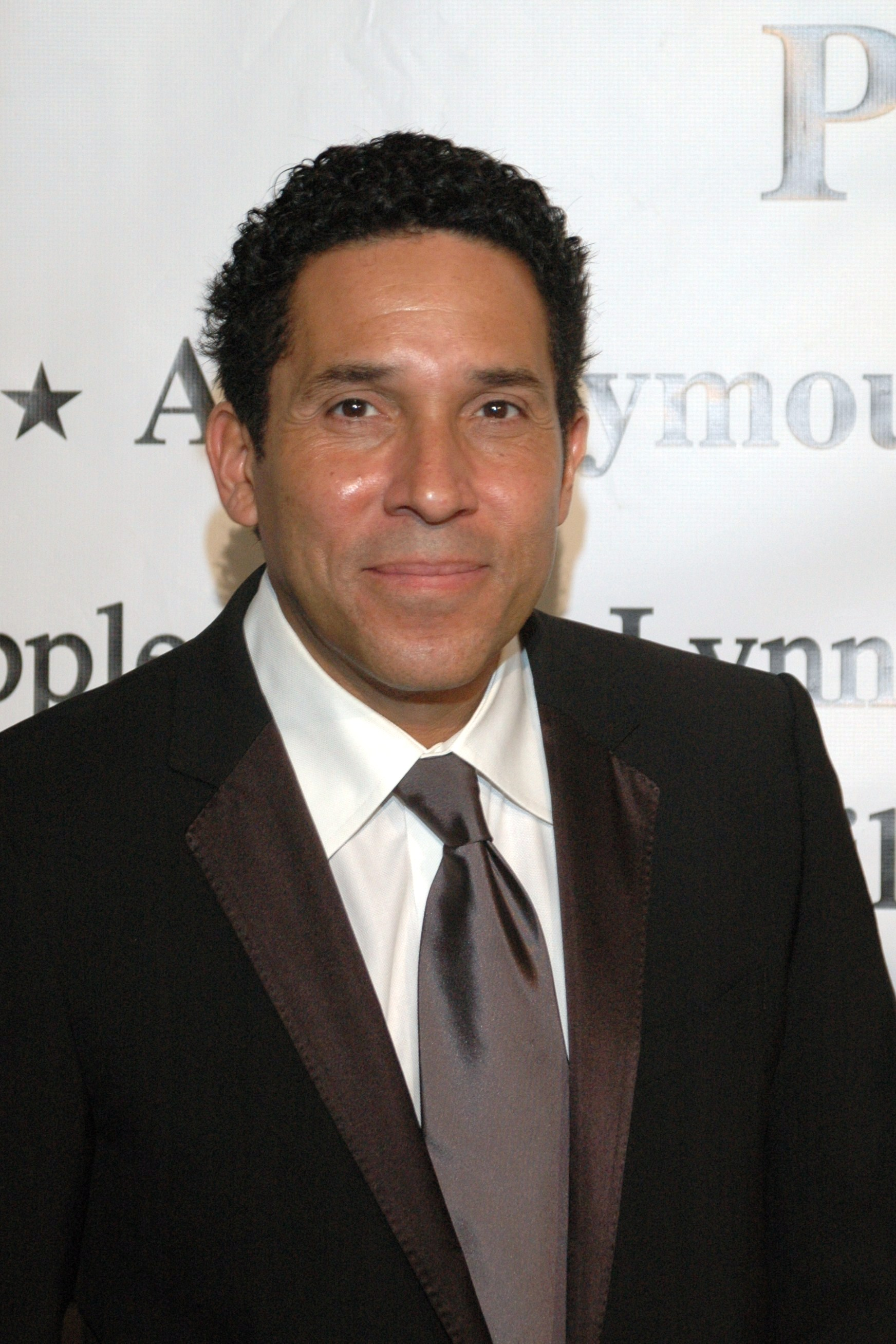
Oscar Nuñez interprète Oscar Martinez
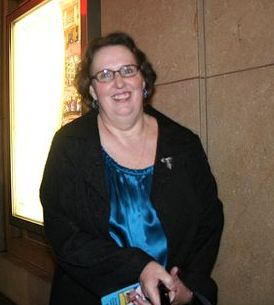
Phyllis Smith interprète Phyllis Lapin
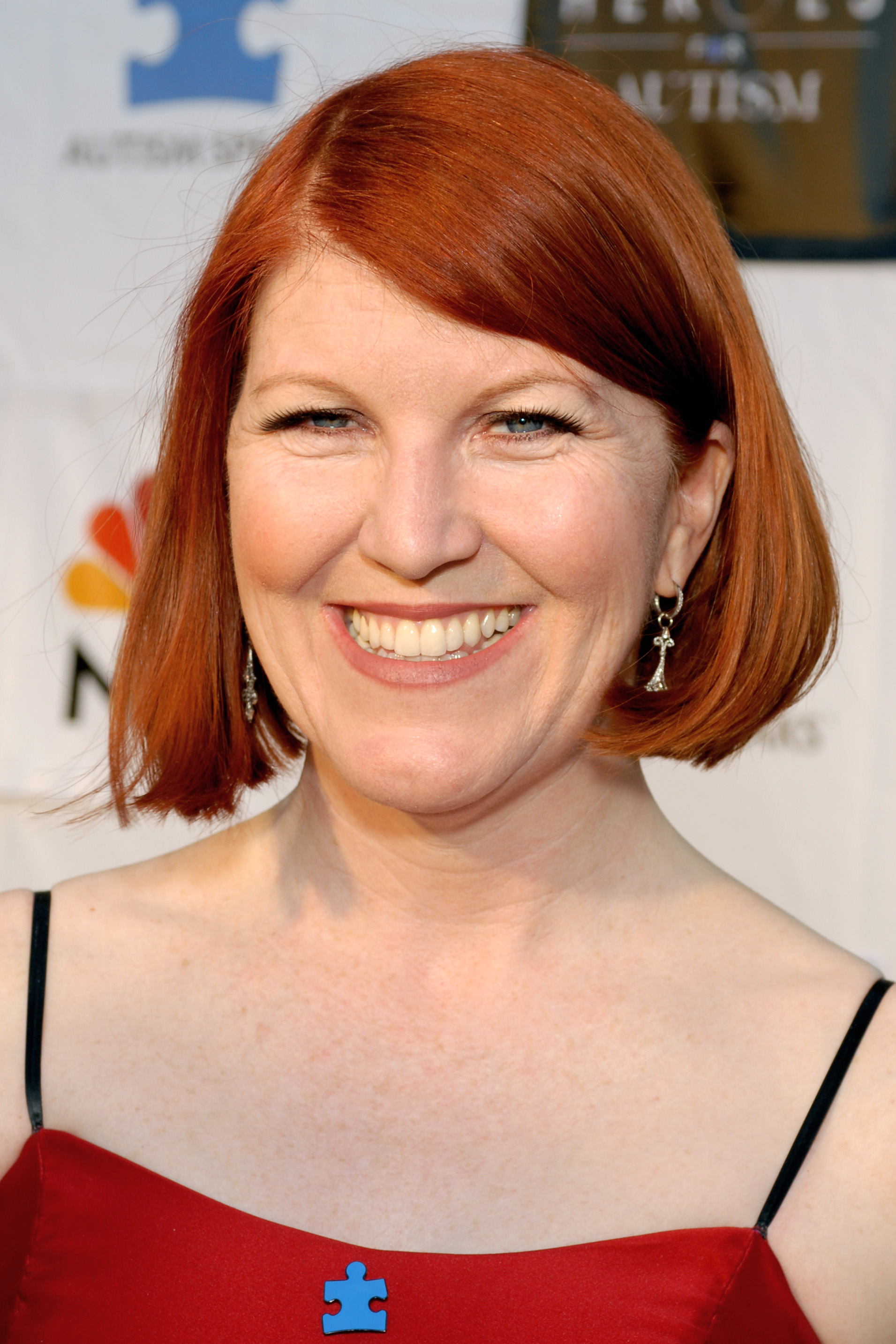
Kate Flannery interprète Meredith Palmer
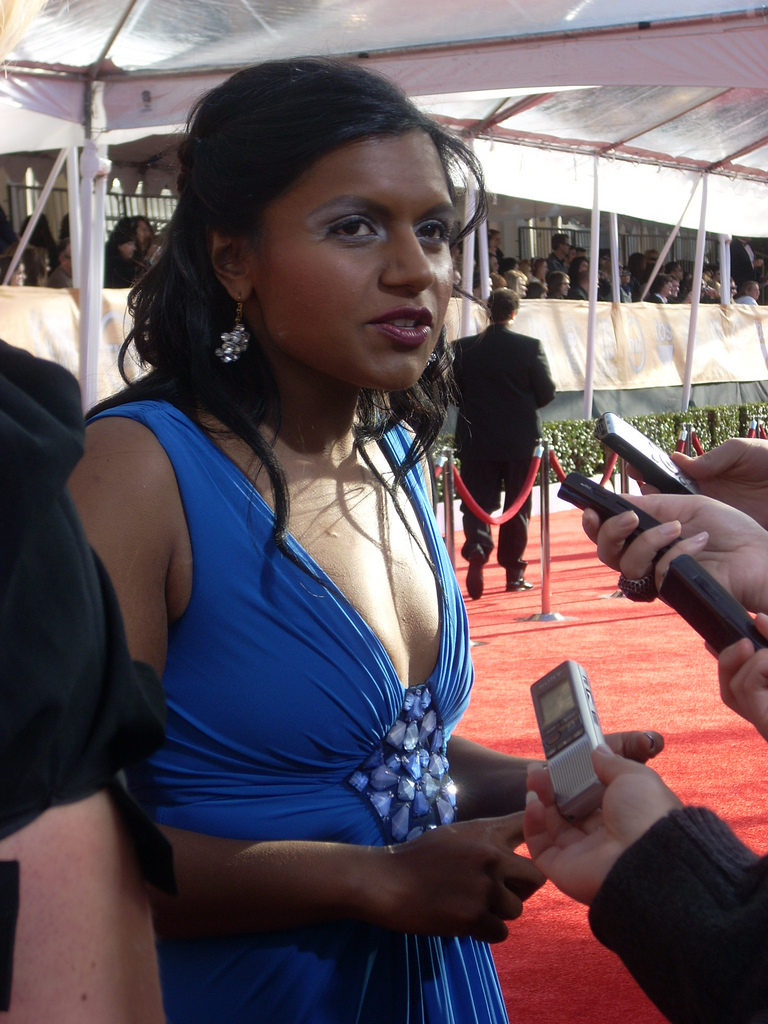
Mindy Kaling interprète Kelly Kapoor
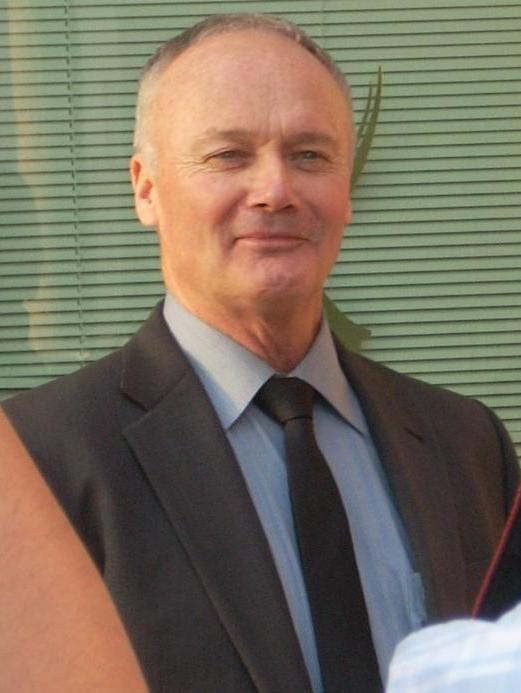
Creed Bratton interprète Creed Bratton
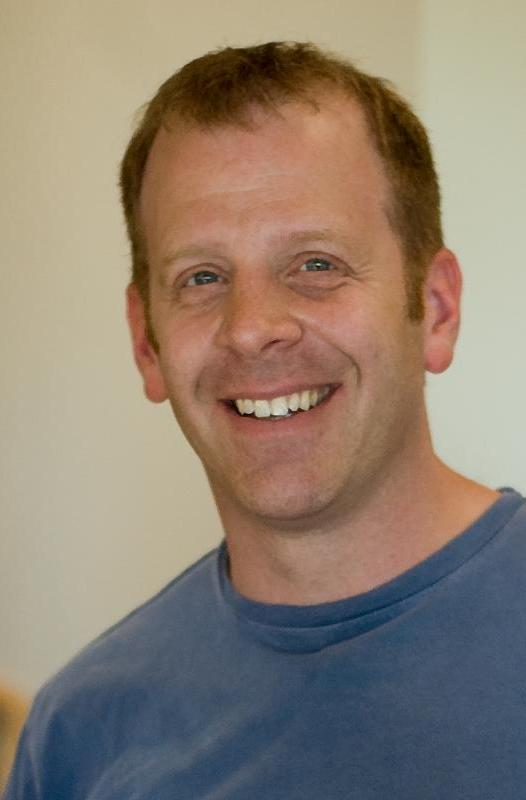
Paul Lieberstein interprète Toby Flenderson
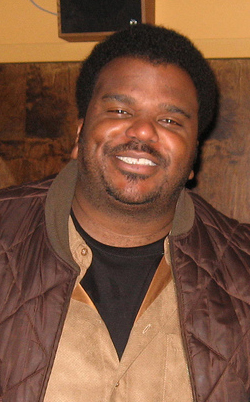
Craig Robinson interprète Darryl Philbin
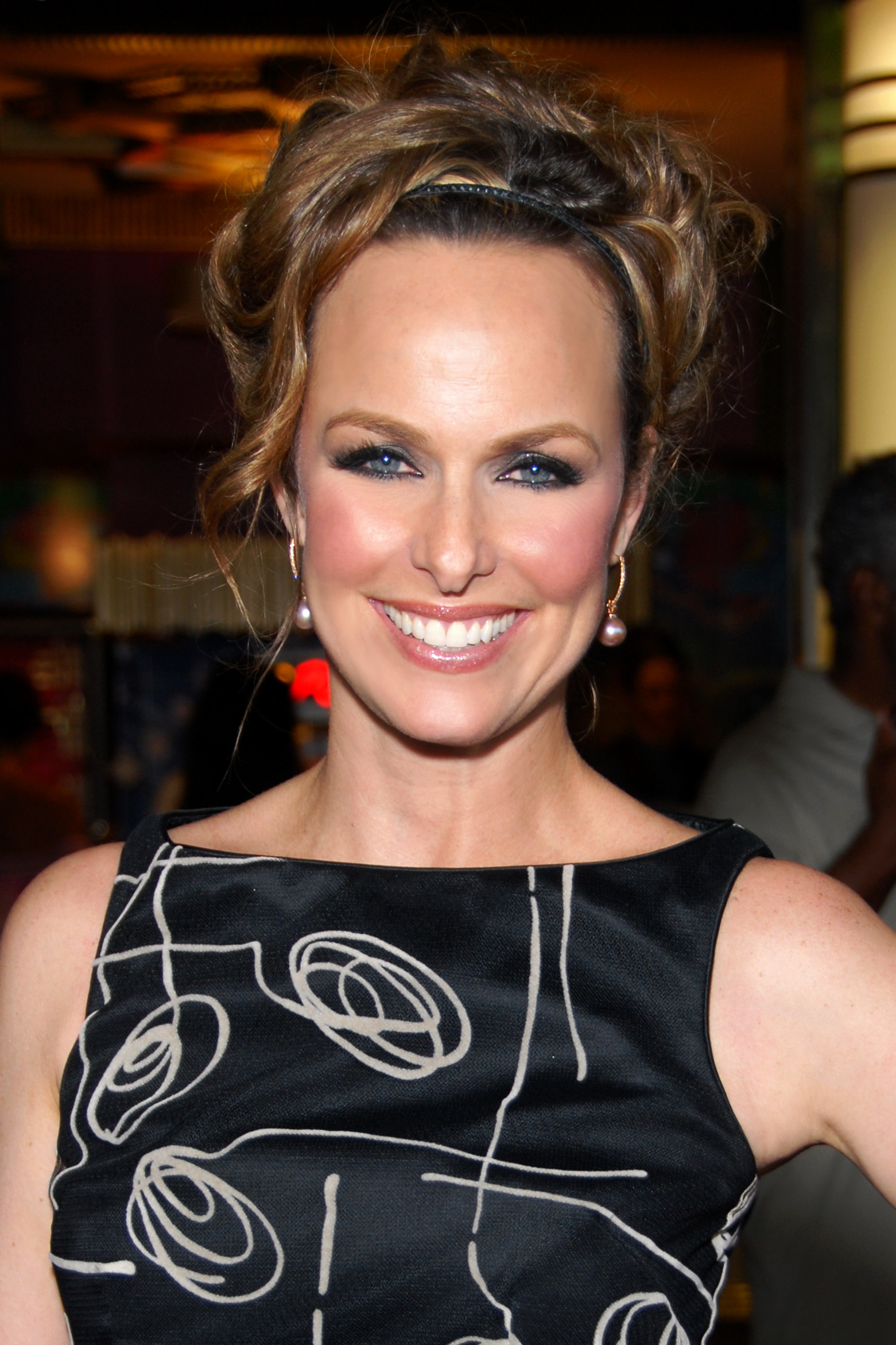
Melora Hardin interprète Jan Levinson
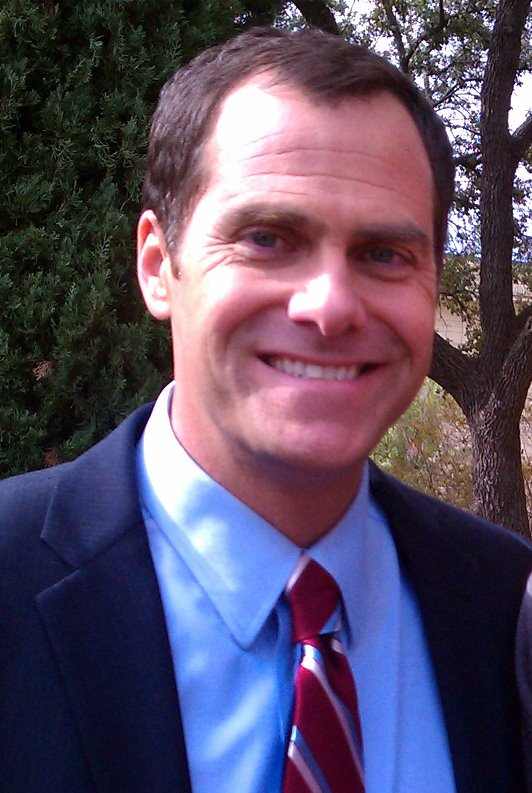
Andy Buckley interprète David Wallace
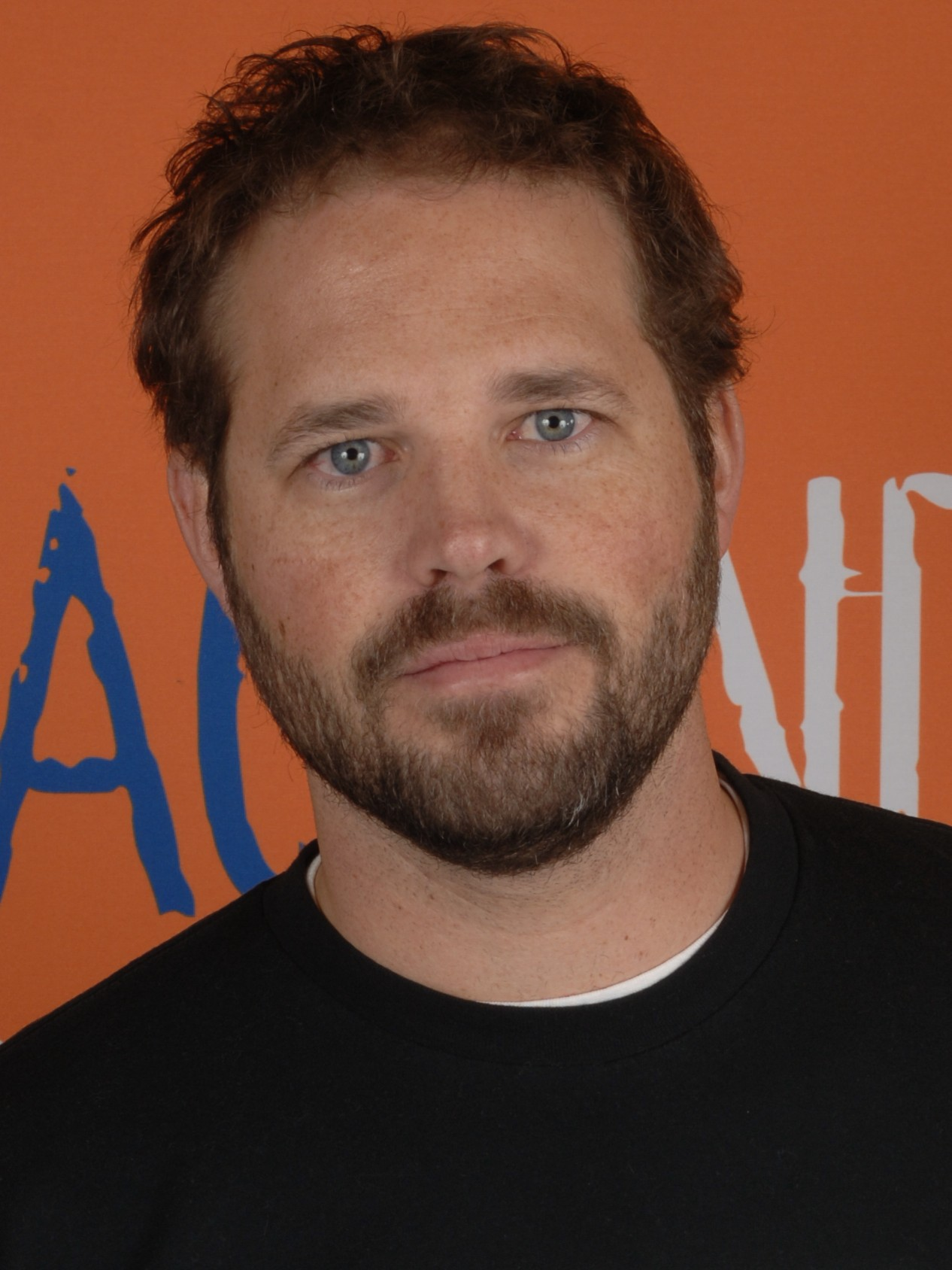
David Denman interprète Roy Anderson
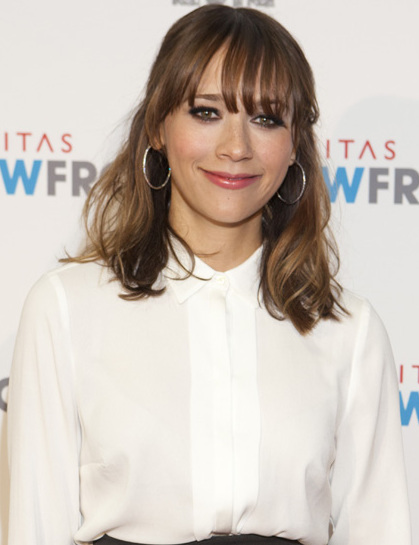
Rashida Jones interprète Karen Filipelli
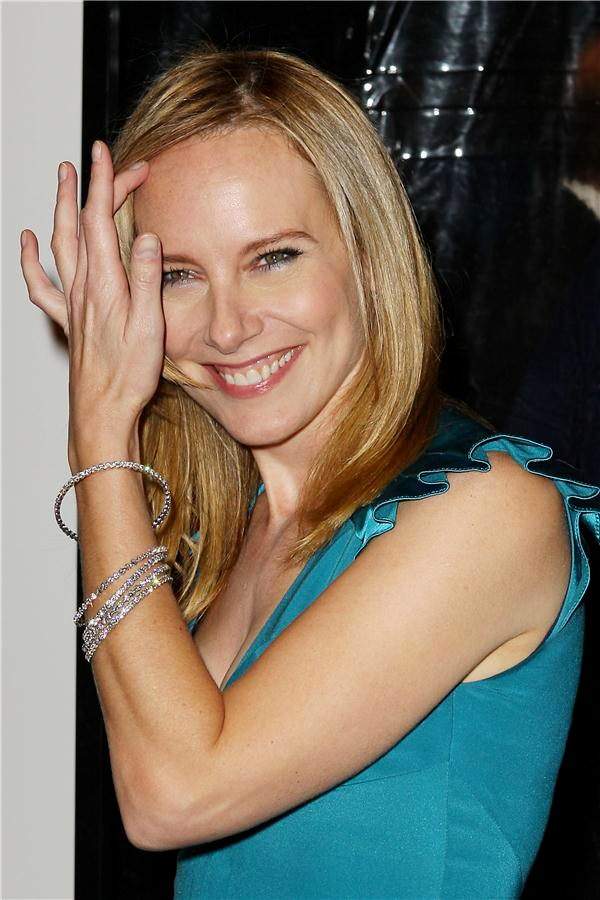
Amy Ryan interprète Holly Flax
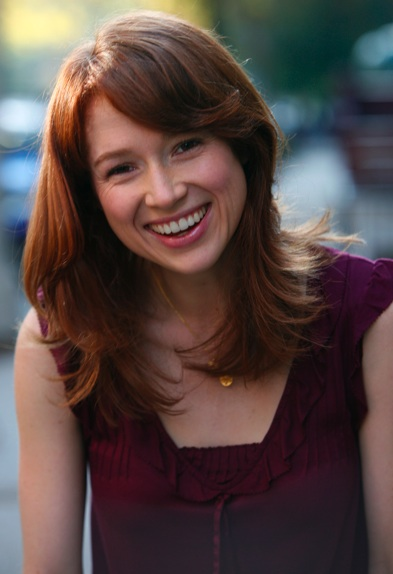
Ellie Kemper interprète Erin Hannon
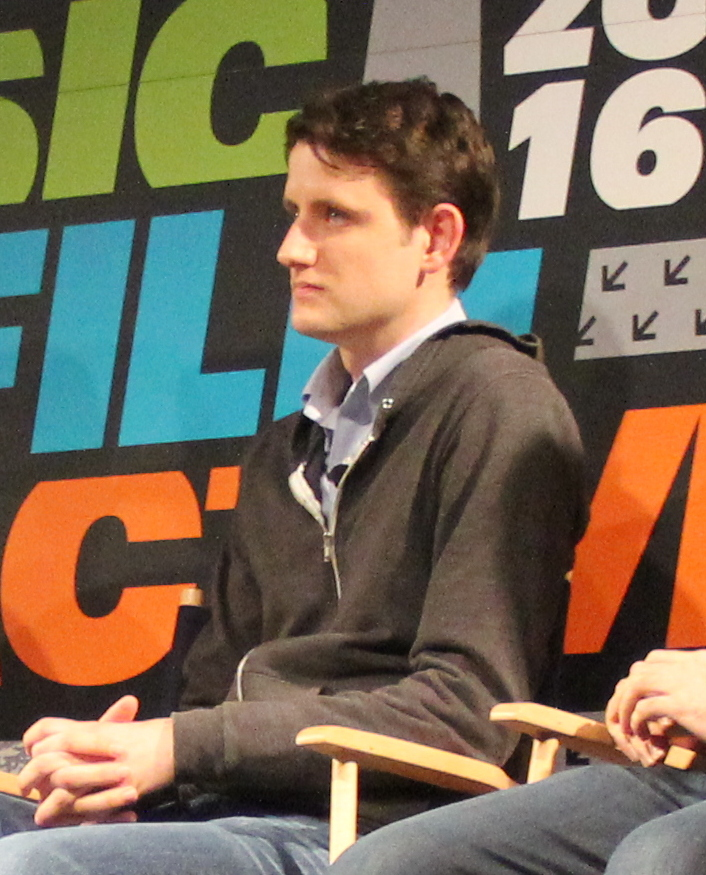
Zach Woods interprète Gabe Lewis
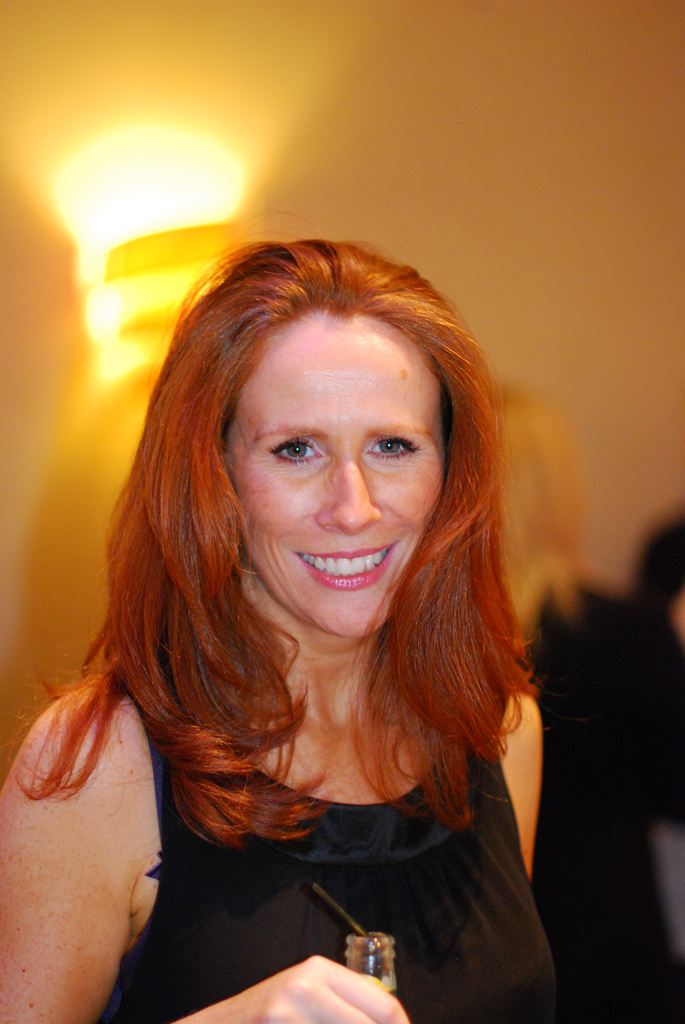
Catherine Tate interprète Nellie Bertram
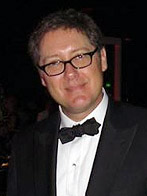
James Spader interprète Robert California

### Autres acteurs
- David Koechner (VF : Fabrice Lelyon) : Todd Packer (saisons 1 à 3, saisons 6 à 9)
- Amy Adams (VF : Frédérique Marlot) : Katy Moore (saisons 1 et 2)
- Robert R. Shafer (VF : Richard Leroussel) : Bob Vance (saisons 2 à 7, saison 9)
- Michael Schur (VF: Franck Sportis)  : Mose Schrute (saisons 2 à 4, saisons 6 à 9)
- Hugh Dane : Hank Tate (saison 2, saisons 4 à 9)
- Nancy Carell (VF : Catherine Cipan) : Carol Stills (saisons 2 et 3, saisons 7 et 9)
- Tim Kang (VF : Stéphane Pouplard) : Koh (concepteur de publicité) (saison 4, episode 9)
- Idris Elba (VF : Max Aulivier) : Charles Minor (saison 5)
- Linda Purl (VF : Céline Monsarrat) : Helene Beesly (saisons 6 et 7, saison 9)
- Amy Pietz (VF : Martine Irzenski) : Donna Newton (saison 6)
- Jack Coleman (VF : Pascal Germain) : sénateur Rob Lipton (saisons 7 à 9)
- Mark Proksch : Nate Nickerson (saisons 7 à 9)
- Ricky Gervais (VF : Antoine Tomé) : David Brent (saison 7)
- Timothy Olyphant (VF : Jean-Pierre Michaël) : Danny Cordray (saison 7)
- Will Ferrell (VF : Maurice Decoster) : Deangelo Vickers (saison 7)
- Ameenah Kaplan (VF : Pénélope Perdereau) : Val Johnson (saisons 8 et 9)
- Lindsey Broad : Cathy Simms (saison 8)
- Chris Diamantopoulos (VF : Fabien Jacquelin) : Brian (saison 9)
- Matt L. Jones (VF : Charles Borg) : Zeke Schrute (saison 9)

Version française
- Société de doublage : Libra Films
- Direction artistique : Martin Brieuc
- Adaptation des dialogues : Isabelle Gueguen et Sylvie Abou Isaac

Sources VF : Doublage Séries Database et RS-Doublage

## Fil directeur des saisons
Un épisode classique dure environ 22 minutes. L'ultime épisode de la deuxième saison présente le premier épisode « élargi » qui dure environ 28 minutes. La troisième saison introduit le premier des épisodes occasionnels d'environ 42 minutes (pouvant également être présenté comme deux épisodes normaux distincts dans les rediffusions).

### Saison 1
La première saison comporte 6 épisodes diffusés du 24 mars 2005 au 26 avril 2005. La série commence par la présentation des différents employés via une visite donnée par le directeur de la succursale Michael Scott accompagné par la caméra et par le nouveau stagiaire Ryan Howard. Le public apprend que le vendeur Jim Halpert a des sentiments pour la réceptionniste, Pam, qui l'aide à faire des farces à son collègue Dwight Schrute, bien qu'elle soit fiancée à Roy (qui travaille à l'étage inférieur, à l'entrepôt). La rumeur court que le siège de Dunder Mifflin planifie de fermer cette branche de l'entreprise, ce qui mène à une anxiété générale, mais Michael refuse de voir la réalité de la situation afin de maintenir le moral des employés,.
Aux États-Unis, la première saison a été visionnée, en moyenne, par 6,37 millions de téléspectateurs selon l'échelle de Nielsen,. Le site internet de critiques et d'informations sur les films et les séries, Rotten Tomatoes, écrit à propos de la saison 1 : « The Office se distingue rapidement de la série originale dans les premiers épisodes, prouvant que tous les remakes hollywoodiens de succès étrangers ne sont pas voués à l'échec ».

### Saison 2
La deuxième saison, diffusée du 20 septembre 2005 au 11 mai 2006, est la première saison de 22 épisodes et contient le premier « super-épisode » de 28 minutes. De nombreux employés présents dans la première saison sont développés comme personnages secondaires dans cette saison et des relations romantiques commencent à se développer. Michael passe une nuit avec sa patronne, Jan Levinson, qui vient juste de divorcer, mais n'a pas de relations sexuelles avec elle. Dwight et Angela commencent eux aussi une relation amoureuse, mais gardent leur relation secrète. Kelly tombe amoureuse de Ryan, et ils commencent à sortir ensemble. Lorsque Roy fixe une date de mariage avec Pam, lors d'une sortie avec les employés sur un bateau, Jim devient déprimé et envisage une mutation à la succursale de Stamford dans le Connecticut. Ce dernier annonce à Pam, lors de l'épisode final, qu'il est fou amoureux d'elle, même si Pam insiste sur le fait qu'elle est avec Roy. Les deux s'embrassent et Jim est transféré à la branche de Stamford peu de temps après. La menace générale de réduction des effectifs se poursuit également tout au long de la saison,.
Aux États-Unis, la deuxième saison a été visionnée, en moyenne, par 8,06 millions de téléspectateurs, soit une augmentation d'environ 26,5 % par rapport à la saison précédente. Le site internet Rotten Tomatoes écrit à propos de la saison 2 : « The Office subit une forte amélioration dans sa deuxième saison, corrigeant bien sûr la dynamique amère de la série avec une dose de chaleur qui rend les blagues aigres encore plus douces ».

### Saison 3
La troisième saison, diffusée du 21 septembre 2006 au 17 mai 2007, se compose de 25 épisodes avec 17 épisodes d'une demi-heure, quatre de 40 minutes et deux d'une heure. La saison commence par un bref retour en arrière (et des images supplémentaires) du dernier épisode de la saison 2, lorsque Jim embrasse Pam et lui avoue ses sentiments pour elle. Jim est transféré à Stamford après que Pam a confirmé son intention d'épouser Roy. Au fil de la saison, la direction est contrainte de fusionner l'équipe de Stamford au sein de la filiale de Scranton. Dans le transfert, outre Jim, sont compris Karen Filippelli, sa nouvelle petite amie, et le colérique et ambitieux Andy Bernard. Entre Pam, nouvellement célibataire après avoir annulé son mariage avec Roy, Jim qui a encore des sentiments pour elle et Karen, la situation n'est pas simple d'autant plus que Pam se remet un moment avec Roy. La relation entre Michael et Jan s'intensifie ce qui amène Jan à se comporter bizarrement au bureau tandis que Dwight et Angela continuent leur liaison secrète. Dans le dernier épisode, Jim, Karen et Michael postulent pour un poste au siège central, poste qui se trouve être celui de Jan, licenciée en raison de ses maigres performances. Bien que gagnant, Jim rejette l'offre, préférant à la place retourner à Scranton sans Karen pour y proposer un rendez-vous à Pam, ce qu'elle accepte avec plaisir. Dans la dernière scène, nous apprenons que Ryan obtient le poste de Jan grâce à ses résultats à l'école de commerce,,.
Aux États-Unis, la troisième saison a été visionnée, en moyenne, par 8,49 millions de téléspectateurs, soit une nouvelle augmentation de plus de 5 % par rapport à la précédente saison. Le site internet Rotten Tomatoes écrit à propos de la saison 3 : « The Office fait son plein dans une troisième saison agitée et romantique qui donne à l'ensemble profond de la série une généreuse amélioration du développement des personnages ».

### Saison 4
NBC a commandé une quatrième saison complète de trente épisodes d'une demi-heure, mais s'est terminée avec seulement 19 épisodes en raison d'un arrêt de la production causé par la grève des scénaristes entre novembre 2007 et février 2008,.
La quatrième saison, diffusée du 27 septembre 2007 au 15 mai 2008, se compose donc de 19 épisodes avec neuf épisodes d'une demi-heure et cinq épisodes d'une heure. Karen a quitté la branche de Scranton après sa rupture avec Jim, et devient directrice régionale de la branche d'Utica. Jan, qui est toujours sans emploi mais prépare la création d'une entreprise de bougies, vit avec Michael. Ils finissent par se séparer en milieu de saison. Dwight tue un des chats malades d'Angela sans sa permission. Elle le quitte alors pour Andy, laissant Dwight déprimer. Ryan, dans sa nouvelle vie à New York, tente de moderniser Dunder Mifflin en créant un nouveau site de vente de papier en ligne. Il apprend que son patron, David Wallace, préfère Jim et Ryan tente donc de saboter la carrière de ce dernier. Cependant, il est vite licencié et arrêté pour fraude, car il faussait les chiffres de vente de son nouveau site. Toby annonce qu'il part pour le Costa Rica, et est remplacé par Holly Flax, qui éprouve rapidement de l'affection pour Michael. Pam décide d'écouter ses désirs d'avoir une carrière artistique et assiste à un cours de design de trois mois a l'institut Pratt de New York. Dans le dernier épisode, Jim souhaite demander Pam en mariage, mais est interrompu par la demande d'Andy à Angela, qui accepte à contrecœur. Phyllis surprend Dwight et Angela en train de faire l'amour dans les locaux de Dunder Mifflin,,.
Aux États-Unis, la quatrième saison a été visionnée, en moyenne, par 8,55 millions de téléspectateurs, un chiffre relativement stable par rapport à la saison précédente. Le site internet Rotten Tomatoes écrit à propos de la saison 4 : « Dunder Mifflin fait des choix délicats tout en s'adaptant à un monde sans les étincelles du jeu de séduction de Jim et Pam, mais The Office reste une ode gagnante à la corvée en milieu de travail ».

### Saison 5
La cinquième saison, diffusée du 25 septembre 2008 au 14 mai 2009, se compose de 28 épisodes avec 24 épisodes d'une demi-heure et deux épisodes d'une heure dont un qui a été diffusé juste après la fin du Super Bowl XLIII le 1er février 2009,. Cet épisode a été suivi par 22,9 millions de téléspectateurs, un record pour la série. Cette saison voit l'arrivée de Ellie Kemper dans le rôle de Erin Hannon en tant que personnage régulier.
Jim demande Pam en mariage dans une station-service à mi-chemin entre Scranton et New York où ils se rencontrent lors d'un rendez-vous. Pam revient finalement à Scranton, où Jim a acheté la maison de ses parents pour eux deux. Ayant évité la prison et n'ayant été condamné qu'aux travaux d'intérêt général, Ryan se décolore les cheveux et commence à travailler dans un bowling. Michael Scott entame une relation amoureuse avec Holly jusqu'à ce qu'elle soit transférée à la branche de Nashua dans le New Hampshire. Andy apprend que Dwight et Angela continuent de coucher ensemble et les deux hommes décident alors de rompre avec elle. Charles Miner, le nouveau vice-président, instaure un style managérial sévère, ce qui pousse Michael à démissionner pour créer sa propre entreprise de vente de papier : la Michael Scott Paper Company, qui se trouve dans le même immeuble que Dunder Mifflin. Il arrive à convaincre Pam et Ryan de le rejoindre en tant que commerciaux. Bien que son modèle d'entreprise soit finalement insoutenable, Dunder Mifflin voit ses bénéfices diminuer à cause de la Michael Scott Paper Company et décide donc de racheter l'entreprise. Dans le cadre du rachat, les trois sont réembauchés avec Pam promue aux ventes, Ryan revenant comme intérimaire et Michael qui retrouve son ancien poste de directeur régional. Erin Hannon est la nouvelle réceptionniste depuis le départ de Pam. La saison se termine avec une scène ou l'on voit Pam apprendre qu'elle est enceinte,,.
Aux États-Unis, la cinquième saison a été visionnée, en moyenne, par 8,75 millions de téléspectateurs, en hausse d'environ 2,3 % par rapport à la précédente saison, principalement grâce à la diffusion d'un épisode juste après le Super Bowl[réf. nécessaire]. Le site internet Rotten Tomatoes écrit à propos de la saison 5 : « The Office continue de fonctionner [...] dans une cinquième saison qui a perfectionné la formule de la série pour équilibrer la misère et la douceur ».

### Saison 6
La sixième saison, diffusée du 17 septembre 2009 au 20 mai 2010, se compose de 26 épisodes avec 22 épisodes d'une demi-heure et deux épisodes d'une heure. Jim et Pam se marient et ont un enfant, Cecelia Marie Halpert. Pendant ce temps, Andy et Erin sont de plus en plus proches mais Andy ne parvient pas à lui demander si elle souhaite sortir avec lui. Jim est promu co-directeur de la filiale de Scranton au même poste que Michael. Des rumeurs d'une éventuelle faillite de Dunder Mifflin commencent à se faire entendre. À Noël, David Wallace annonce à la branche de Scranton que Dunder Mifflin va se faire racheter par Sabre Corporation, une entreprise spécialisée dans les imprimantes. Alors que Wallace et les autres dirigeants sont remerciés, la branche de Scranton survit grâce à ses bons résultats au sein de l'entreprise, et Michael Scott est, à ce moment, l'employé ayant le plus haut niveau chez Dunder Mifflin. Dans le dernier épisode, Dwight devient propriétaire des locaux de la branche de Scranton. Michael accepte de faire une annonce à la presse concernant un problème d'imprimante défectueuse. Quand Jo Bennett, PDG de Sabre, lui demande ce qu'elle peut faire pour le remercier de s'être occupé de la presse, Michael répond qu'il aimerait bien qu'elle rappelle Holly afin qu'elle intègre de nouveau la branche de Scranton,,.
Aux États-Unis, la sixième saison a été visionnée, en moyenne, par 7,7 millions de téléspectateurs, en nette baisse de 12 % par rapport à la saison précédente[réf. nécessaire]. Le site internet Rotten Tomatoes écrit à propos de la saison 6 : « The Office maintient sa qualité tout en mettant en évidence les changements de vie majeurs et les événements banals parmi la distribution d'ensemble - et en continuant à établir une nouvelle norme pour le genre de sitcom en milieu de travail ».

### Saison 7
La septième saison, diffusée du 23 septembre 2010 au 19 mai 2011, se compose de 26 épisodes avec 21 épisodes d'une demi-heure, un épisode spécial et deux épisodes d'une heure. Il s'agit de l'ultime saison de Steve Carell, son contrat, qui arrive à son terme, n'ayant pas été renouvelé par NBC,,. Cette saison voit l'arrivée de Zach Woods dans le rôle de Gabe Lewis en tant que personnage régulier.
Erin et Gabe ont commencé à sortir ensemble, ce qui provoque le chagrin d'Andy, qui essaye de la reconquérir. L'ex de Michael Scott, Holly, revient à Scranton, pour remplacer Toby, appelé pour être juré pour le procès de « l'étrangleur de Scranton ». Le couple Michael et Holly se reforme et Michael lui demande sa main. Michael annonce à son équipe qu'il quitte Scranton pour aller vivre avec Holly dans le Colorado, car cette dernière doit s'occuper de ses parents en fin de vie. Angela commence une relation amoureuse avec le sénateur Robert Lipton alors que Pam et Jim font face aux difficultés d'être parents. Alors que le remplaçant de Michael, interprété par Will Ferrell, se blesse grièvement, Jo Bennett décide de créer une équipe de recrutement afin de faire passer des entretiens d'embauche et de choisir un nouveau directeur régional pour la branche de Scranton. Dans l'intervalle, Dwight Schrute, et plus tard Creed Bratton, prennent la relève en tant que directeur par intérim,,.
Aux États-Unis, la septième saison a été visionnée, en moyenne, par 7,32 millions de téléspectateurs, soit une nouvelle baisse des audiences d'environ 5 % par rapport à la saison précédente. Le site internet Rotten Tomatoes écrit à propos de la saison 7 : « Alors qu'il a du mal à répondre à la façon dont Dunder Mifflin continuera à prospérer sans la formidable performance de Steve Carell, The Office dit adieu à son Michael Scott de manière profondément sincère ».

### Saison 8
La huitième saison, diffusée du 22 septembre 2011 au 10 mai 2012, se compose de 24 épisodes. Robert California, interprété par James Spader, devient le nouveau PDG de Dunder Mifflin/ Sabre,. Andy est promu directeur régional et travaille dur pour faire bonne impression auprès de Robert. Il demande à Dwight d'être son numéro deux. Pam et Jim attendent leur deuxième enfant, Phillip, au début de la saison (pour coïncider avec la grossesse réelle de Jenna Fischer). Angela est enceinte de son premier enfant, lui aussi prénommé Phillip, qu'elle aurait eu avec le sénateur Robert Lipton (même s'il est sous entendu que l'enfant aurait pour père biologique Dwight Schrute). Darryl tombe amoureux de la nouvelle contremaître de l'entrepôt, Val. Dwight est chargé de former une équipe de travail pour aller assister la responsable des projets spéciaux de Sabre, Nellie Bertram (Catherine Tate) à Tallahassee en Floride. L'équipe formée de Jim, Ryan, Stanley, Erin ainsi que de la nouvelle intérimaire Cathy Simms intervient dans la création d'une chaine de magasins de vente de produits Sabre. Cathy essaye en vain de séduire Jim. Robert annule le projet de magasin et Erin décide de rester en Floride afin de devenir aide ménagère d'une personne âgée. Andy va en Floride pour regagner le cœur d'Erin, laissant son poste vacant. Nellie s'autoproclame alors directrice régionale. Robert rétrograde Andy en tant que commercial, mais Andy refuse de l'entendre et se fait licencier. Ce dernier convainc l'ancien directeur financier, David Wallace, devenu millionnaire, de racheter Dunder Mifflin, mettant hors jeu Sabre, et repositionne Andy en tant que nouveau directeur régional,,.
Aux États-Unis, la huitième saison a été visionnée, en moyenne, par 5,39 millions de téléspectateurs, marquant une chute des audiences de plus de 26 % par rapport à la saison précédente. Le site internet Rotten Tomatoes écrit à propos de la saison 8 : « The Office passe sa huitième saison au milieu d'une crise d'identité alors que les personnages partent et réapparaissent, mais au moins Robert California est parti »,.
En août 2012, Greg Daniels, qui reprend son poste de directeur de série (show runner) au cours de la neuvième saison, annonce que la neuvième saison de The Office, dont la diffusion débute à partir de septembre 2012, sera la dernière de la série,.

### Saison 9
La neuvième et dernière saison, diffusée du 20 septembre 2012 au 16 mai 2013, se compose de 25 épisodes. Dunder Mifflin accueille deux nouveaux employés, Clark et Pete, en remplacement de Kelly et Ryan. Nellie subit la vengeance quotidienne de Andy qui lui fait payer son licenciement. Jim saisit l'occasion de monter une start-up, nommée Athlead, qui est une société de marketing sportif basée à Philadelphie. Il embarque Darryl dans le projet et travaille désormais à mi-temps à Dunder Mifflin, mais la distance et le dévouement envers Athlead nuisent à sa relation avec Pam. Oscar devient l'amant du sénateur Robert Lipton mais Angela le découvre rapidement. Elle doit faire face à l'infidélité de son mari et s'occupe également de son attirance persistante pour Dwight, qui hérite de la ferme de betteraves de sa famille. Elle met sous silence cette découverte mais son mari prend finalement la parole en public et annonce avoir une relation avec un autre homme (autre qu'Oscar), mettant fin à son union avec Angela. Andy disparaît trois mois du bureau pour un voyage aux Bahamas, ce qu'Erin ne lui pardonnera jamais. Plus tard, elle commence une relation avec Pete. Andy quitte finalement Dunder Mifflin pour se consacrer à une carrière d'artiste, dont les débuts sont laborieux. Après des années d'attente, c'est Dwight qui récupère le poste de directeur régional. Ce dernier fait plus tard de Jim son assistant du directeur régional (« assistant to the regional manager »), et les deux mettent officiellement fin à leur rancune. Jim refuse un voyage de trois mois avec sa start-up par amour pour Pam, ce qui relance définitivement le couple. Dwight se rend compte qu'il est toujours amoureux d'Angela et la demande en mariage. Celle-ci accepte et révèle qu'il est bien le père de Phillip.
L'épisode final se déroule un an après la diffusion du documentaire tourné au cours des neuf saisons sur la branche de Scranton de Dunder Mifflin. On apprend que Dwight a licencié Kevin pour incompétence ainsi que Toby, et que Stanley a pris sa retraite. Andy fait le buzz sur internet à cause d'une prestation ratée lors d'une audition mais trouve néanmoins un emploi dans son ancienne université Cornell. Kevin est maintenant propriétaire d'un bar et Oscar se présente pour le poste de sénateur. En retour d'amour à Jim, Pam décide de vendre la maison familiale et propose à son mari de s'installer à Austin au Texas pour continuer à travailler pour sa start-up (Dwight les « renvoie » pour leur donner des indemnités de départ). Erin retrouve ses parents biologiques lors d'une conférence de presse au sujet du documentaire. Angela et Dwight se marient. Ils choisissent initialement Jim pour être le garçon d'honneur, mais Jim laisse sa place à Michael, qui revient par surprise au cours du mariage. Kelly et Ryan s'enfuient ensemble lors du mariage et Creed est arrêté pour ses nombreux crimes. Nouveaux et anciens employés se retrouvent au bureau pour une dernière série d'interviews,,.
Aux États-Unis, la neuvième saison a été visionnée, en moyenne, par 4,14 millions de téléspectateurs, en baisse de plus de 23 % par rapport à la saison précédente. Toutefois, le dernier épisode de la série, diffusé le 16 mai 2013,, a été visionné par 5,7 millions de téléspectateurs, ce qui constitue l'audience la plus élevée de la saison. Le site internet Rotten Tomatoes écrit à propos de la saison 9 : « La dernière saison de The Office redonne à la série une belle forme, équilibrant le drôle avec le sincère et rappelant aux téléspectateurs ce qui a rendu la série géniale ».

## Audiences

### À la télévision
Diffusé le jeudi 24 mars 2005, après un épisode de The Apprentice sur NBC, l'épisode pilote de The Office attire 11,2 millions de téléspectateurs aux États-Unis. Cependant, lorsque NBC déplace la série vers son emplacement prévu du mardi soir, elle perd près de la moitié de son audience, accumulant seulement 5,9 millions de téléspectateurs. Les épisodes suivants attirent en moyenne 5,4 millions de téléspectateurs, classant la série au 102e rang pour la saison de télévision américaine 2004-2005. L'épisode final de la première saison (« La Fille canon », saison 1, épisode 6) attire 4,8 millions de téléspectateurs, soit le plus mauvais score de la saison.
Après des débuts difficiles, la série a lentement gagné l'enthousiasme du public américain et réussit à s'imposer comme l'une des sitcoms les plus populaires de NBC, en particulier à la suite du succès au cinéma de 40 ans, toujours puceau, qui a contribué à faire de Steve Carell une star avant le début de la deuxième saison, ainsi que la présence des épisodes sur l’iTunes Store, où The Office a longtemps été en tête des téléchargements payants de séries,.
L'augmentation du nombre de téléspectateurs conduit NBC à déplacer la série vers sa catégorie « à voir absolument à la télévision » du jeudi soir (Must See TV) en janvier 2006, où les audiences ont continué d'augmenter. Lors de la saison 2005-2006, la série se classe au 67e rang des audiences, gagnant ainsi 35 places par rapport à la saison précédente. Elle se classe également parmi les séries scénarisées les mieux notées de NBC au cours de sa diffusion. L'épisode le plus visionné est « Temps de stress » (« Stress relief », saison 5, épisode 14), qui a été regardé par 22,9 millions de téléspectateurs. Cet épisode a été diffusé juste après le Super Bowl XLIII, le 1er février 2009. Alors que les saisons ultérieures chutent dans les audiences, la série est toujours l'une des émissions les mieux notées de NBC, et en octobre 2011, au moment de la diffusion du début de la huitième saison, un temps de publicité coûte 178 840 dollars américains (environ 132 000 euros de l'époque) pour 30 secondes, soit le plus haut montant de toutes les séries scénarisées de NBC à l'époque,.
Évolution des audiences moyennes au fil des saisons de la série The Office aux États-Unis sur le réseau NBC.
Le graphique qui aurait dû être présenté ici ne peut pas être affiché car il utilise l'ancienne extension Graph, désactivée pour des questions de sécurité. Des indications pour créer un nouveau graphique avec la nouvelle extension Chart sont disponibles ici.

Données (en millions de téléspectateurs) : saison 1 : 6.37 ; saison 2 : 8.06 ; saison 3 : 8.49 ; saison 4 : 8.55 ; saison 5 : 8.75 ; saison 6 : 7.7 ; saison 7 : 7.32 ; saison 8 : 5.39 ; saison 9 : 4.14.
Sources : 

### En ligne
Les épisodes de The Office figurent parmi les premières émissions téléchargeables sur l'iTunes Store d'Apple à partir de décembre 2005. En 2006, dix « webisodes » exclusifs à internet mettant en vedette certains des personnages de la série sont diffusés sur NBC.com,. De plus, des contenus additionnels, comprenant, entre autres, des scènes coupées ont également été mis à disposition sur le site internet de NBC. La série est également devenue disponible au téléchargement sur la plateforme vidéo Unbox d'Amazon (maintenant Prime Video) en 2007. Les ventes de nouveaux épisodes de The Office sur iTunes cessent en 2007 en raison d'un différend entre NBC et Apple. Depuis septembre 2008, The Office est de nouveau disponible sur l'iTunes Store et peut être acheté au format HD ou SD. En décembre 2017, Comedy Central annonce avoir acquis les neuf saisons de l'émission auprès de NBCUniversal dans le cadre d'un accord non exclusif, et certains épisodes sont disponibles en streaming sur le site internet et l'application mobile de la plateforme.
Lorsque la série était en production, elle était connue pour son grand nombre de vues en différé,. Sur les 12,4 millions de visionnements totaux de « La Course » (« Fun Run »), le premier épisode de la quatrième saison diffusé en septembre 2007, 2,7 millions, soit 22 %, l'étaient sur un ordinateur via le streaming en ligne. « The Office », déclare le New York Times en 2008, « est à la pointe d'un changement radical dans le visionnage des divertissements que l'on pensait être dans des années : regarder des épisodes de télévision sur un écran d'ordinateur est désormais une activité courante pour des millions de consommateurs ». La série est particulièrement populaire auprès des téléspectateurs en ligne, déclare un membre de NBC, car en tant que sitcom avec des épisodes courts et sans effets spéciaux, il est facile de la regarder sur des écrans plus petits tels que ceux que l'on trouve sur les ordinateurs portables et sur iPod. Entre les visionnages en ligne et ceux qui utilisent des enregistreurs vidéo numériques, 25 à 50 % des téléspectateurs de la série l'ont regardé après son temps d'antenne programmé.
Le succès sur internet de la série est devenu un problème lors de la grève de la Writers Guild of America de 2007. Greg Daniels et de nombreux membres de la distribution publient une vidéo sur YouTube peu de temps après le début de la grève, en novembre 2007, soulignant à quel point ils ont reçu peu, voire aucun, des profits de la visualisation en ligne et sur DVD. « Vous regardez ça sur internet, une chose qui ne nous rapporte aucun dollar », déclare Michael Schur, poursuivant « nous sommes censés recevoir 11 centimes à chaque deux cent mille milliards de téléchargements ». Les scénaristes étaient particulièrement contrariés de ne pas avoir été rémunérés pour les webisodes de l'été 2006, lauréats d'un Daytime Emmy Award, que NBC considérait comme du contenu promotionnel malgré les publicités intégrées. Par ailleurs, Steve Carell a refusé de venir travailler pendant la grève, en soutien avec les scénaristes, mettant la production de la série définitivement en pause et obligeant les studios à redoubler d'efforts pour mettre fin à la situation. Finalement, après cent jours de grève, les deux parties sont parvenus à un accord et ont repris le travail, en février 2008.
En 2018, la série est l'une des émissions les plus populaires sur Netflix aux États-Unis, et en 2019, elle reste l'émission la plus visionnée sur la plateforme outre-atlantique. En 2020, plus de sept années après son dernier épisode, la série se place toujours parmi les comédies et séries télévisées les plus populaires et discutées sur la plateforme Reddit ainsi que sur Netflix aux États-Unis.
Aux États-Unis, la série quitte la plateforme Netflix en décembre 2020, alors que NBCUniversal a acquis les droits de l'émission pour son nouveau service de streaming Peacock. En France, la série est disponible en intégralité sur les plateformes Prime Video et Netflix.
| Le graphique qui aurait dû être présenté ici ne peut pas être affiché car il utilise l'ancienne extension Graph, désactivée pour des questions de sécurité. Des indications pour créer un nouveau graphique avec la nouvelle extension Chart sont disponibles ici . |          |          |          |          |          |          |          |          |          |
| \| \| Saison 1 \| Saison 2 \| Saison 3 \| Saison 4 \| Saison 5 \| Saison 6 \| Saison 7 \| Saison 8 \| Saison 9 \| \| Rotten Tomatoes \| 69[232] \| 100[241] \| 100[251] \| 83[266] \| 100[282] \| 73[291] \| 83[306] \| 44[321] \| 79[340] \|                       |          |          |          |          |          |          |          |          |          |
| | Saison 1 | Saison 2 | Saison 3 | Saison 4 | Saison 5 | Saison 6 | Saison 7 | Saison 8 | Saison 9 |
| Rotten Tomatoes | 69       | 100      | 100      | 83       | 100      | 73       | 83       | 44       | 79       |

## Critiques

### Première saison
Avant la diffusion de la série aux États-Unis, Ricky Gervais reconnaît qu'il y a des sentiments d'hésitations et de doutes de la part de certains téléspectateurs. La première saison de The Office rencontre une réponse mitigée de la part des critiques, certains la comparant à la série de NBC Coupling, datant de 2003 et également basée sur une version britannique (Six Sexy), et qui n'a duré qu'un seul mois sur la chaîne avant son annulation,. Après la diffusion de l'épisode pilote, le New York Daily News l'a appelé « tellement dilué qu'il reste peu d'eau mais boueuse », et USA Today l'a qualifié d'une « imitation passable d'un original de la BBC bien meilleur »,. Une critique du quotidien britannique The Guardian note son manque d'originalité, déclarant que Steve Carell « semble juste faire trop d'efforts ... peut-être que dans les épisodes ultérieurs, quand il s'écartera du scénario de Ricky Gervais et Stephen Merchant, il trouvera son personnage. Mais, à l'heure actuelle, c'est une pâle imitation ». Tom Shales du Washington Post déclare que ce n'est « pas le méli-mélo que [la version américanisée de Coupling] s'est avérée être, mais encore une fois, la qualité de l'émission originale fait que le remake semble bien terne ».

### Deuxième saison
La deuxième saison a été mieux accueillie. James Poniewozik du magazine Time fait remarquer : « Le producteur Greg Daniels a créé non pas une copie mais une interprétation qui renvoie des conventions de travail typiquement américaines ... avec un ton plus satirique et moins mordant ... Le nouveau patron est différent de l'ancien, et ça me va ». Il nomme la série la deuxième meilleure émission de télévision de 2006 après Battlestar Galactica. L'écrivain du site web IGN, Eric Goldman, fait écho de ces sentiments, déclarant : « Comme tant d'autres, j'étais assez sceptique quant à la version américaine de The Office. La série britannique dont elle est tirée est l'une des meilleures comédies télévisées de tous les temps, et il était si facile d'imaginer à quel point toute tentative d'adaptation pouvait si mal tourner. Cependant, la version américaine s'est rapidement avérée loin du désastre que certains craignaient, introduisant de nouvelles versions intelligentes des personnages jouées par une distribution sympathique et talentueuse. [...]. Nous avons désormais deux émissions appelées The Office, et aussi incroyable que cela puisse paraître, elles sont toutes les deux vraiment géniales à leur manière ». Le critique du site web The A.V. Club, Nathan Rabin, exprime son point de vue sur la progression de l'émission : « Après un début difficile, The Office s'est amélioré de manière incommensurable, devenant instantanément l'une des émissions les plus drôles et les plus pointues de la télévision. Le casting de Steve Carell dans le rôle de Ricky Gervais s'est avéré être un coup de maître. The Office à l'américaine est la plus rare des anomalies : un remake d'une émission classique qui à la fois fait bien par sa source et se taille sa propre identité forte ».

### Consécration lors des saisons suivantes
Les saisons suivantes sont également acclamées par les critiques, la série se forgeant une identité de plus en plus forte, notamment sur internet avec de nombreux mèmes et GIFs. Sur Rotten Tomatoes, les deuxième, troisième et cinquième saisons atteignent la note maximale de 100. Travis Fickett, du site internet IGN, écrit à propos de la troisième saison : « Dans sa troisième saison, The Office a continué d'être l'une des émissions les plus intelligentes, les plus drôles et les plus sympathiques de la télévision ». À propos de la quatrième saison, Dorothy Rabinowitz, du quotidien américain The Wall Street Journal, commente : « The Office à l'américaine est, dans sa vitalité, une sorte de miracle en lui-même, avec une distribution d'ensemble qui a, cette saison, atteint son apogée ». Pour la cinquième saison en 2009, Sean Gandert, du magazine Paste, écrit qu'« après cent épisodes, The Office est tout aussi disposé à essayer de nouvelles choses et de nouvelles formules qu'il y a quatre ans », tandis qu'Ed Perkis, du site internet CinemaBlend, propose une critique plus mitigée, écrivant que « la série n'est jamais tout à fait revenue à l'hilarité et à la fraîcheur sans fin de la deuxième saison, mais c'est toujours la demi-heure la plus divertissante à la télévision ».

### Dernières saisons
Les dernières saisons sont critiquées pour une baisse de qualité. La sixième saison reçoit des critiques visant le manque d'enjeux pour les personnages, en particulier Jim et Pam,,. Certaines critiques déclarent que la série aurait dû se terminer après le départ de Steve Carell,. Dans une interview sur Reddit, Rainn Wilson estime que la huitième saison comporte des erreurs « créatives », telles que la relation entre James Spader (Robert California) et Ed Helms (Andy Bernard), qu'il a qualifiée de « un peu sombre » et fait valoir que la série aurait dû être « plus brillante » et leur relation « plus énergique »,. Malgré cela, certains épisodes des dernières saisons de la série sont acclamés par la critique, notamment « Le Mariage » (« Niagara », saison 6, épisode 5) ; « Vide-grenier » (« Garage Sale », saison 7, épisode 19) ; « Au revoir Michael » (« Goodbye, Michael », saison 7, épisode 22 et 23), ; « Le Noël de Dwight » (« Dwight Christmas », saison 9, épisode 9), ; « Un choix difficile » (« A.A.R.M. », saison 9, épisode 22 et 23), ; ou encore l'épisode final de la série « Point Final » (« Finale », saison 9, épisode 24 et 25),,,. Par ailleurs, les épisodes les mieux notés de la série sur le site IMDb sont « La Soirée dînatoire » (« Dinner Party », saison 4, épisode 13) avec une note de 9,5/10 ; « Temps de stress » (« Stress relief », saison 5, épisode 14) avec une note de 9,7/10 ; « Au revoir Michael » (« Goodbye, Michael ») avec une note de 9,8/10 ; « Un choix difficile » (« A.A.R.M. ») avec une note de 9,5/10 ; et « Point Final » (« Finale ») avec une note de 9,8/10.

### Spectateurs
Le site SensCritique attribue à The Office une note de 8,2/10 sur plus de 25 000 avis de spectateurs. Elle se trouve alors à la 26e place des séries les mieux notées du site ainsi qu'à la 17e place des séries préférées des utilisateurs. Le site IMDb affiche une moyenne de 9/10 d'après plus de 750 000 avis, la série se classant à la 25e position de leur top 250 des séries télévisées. Sur Rotten Tomatoes, la note moyenne attribuée à la série est de 81 % tandis que 89 % des utilisateurs l'ont noté avec 3,5 étoiles sur 5 ou plus. Sur le site The Movie Database (TMDb), elle obtient une note moyenne de 86 % sur plus de 4 000 avis.

## Distinctions
La série est incluse dans de nombreuses listes répertoriant les meilleures séries télévisées. Elle se positionne 61e sur la liste des « nouveaux classiques de la télévision », classant les cent meilleurs séries télévisées de 1983 à 2008 selon Entertainment Weekly. En 2013, la Writers Guild of America l'a positionné à la 66e place de sa liste des 101 séries télévisées les mieux écrites. En 2016, le magazine américain Rolling Stone la classe 48e dans sa liste des « 100 meilleures émissions de télévision de tous les temps ». En 2019, la série est classée 32e sur la liste du quotidien britannique The Guardian des cent meilleures émissions de télévision du XXIe siècle. La même année, le magazine Slate positionne la série à la 17e place de son classement des « 20 meilleures séries des 20 dernières années ». En 2021, avec le vote de 206 spécialistes mondiaux de la télévision, la série est classée 39e sur la liste de la BBC des cent meilleures séries télévisées du XXIe siècle.
The Office a été nommée et récompensée par une grande variété de distinctions, y compris 42 nominations et cinq prix remportés aux Primetime Emmy Award, comprenant les prix de la « meilleure série télévisée comique » (Outstanding Comedy Series) pour sa deuxième saison en 2006 ; « meilleur scénario pour une série télévisée comique » (Outstanding Writing for a Comedy Series ; Greg Daniels pour « Le Péril gay ») en 2007 ; deux prix du « meilleur montage à caméra unique pour une série télévisée comique » (Outstanding Single-Camera Picture Editing for a Comedy Series ; David Rogers et Dean Holland pour « Le Départ » et David Rogers et Claire Scanlon pour « Point Final ») en 2007 et 2013 ; et un prix de la « meilleure réalisation pour une série télévisée comique » (Outstanding Directing for a Comedy Series ; Jeffrey Blitz pour « Temps de stress ») en 2009. De nombreux membres de la distribution et de l'équipe technique ont exprimé leur colère que Steve Carell n'ait pas reçu d'Emmy Award pour sa performance dans la série,. Malgré cela, Steve Carell a remporté le Golden Globe du meilleur acteur dans une série télévisée musicale ou comique en 2006,. La série est également nommée « meilleure série télévisée » par l'American Film Institute en 2006 et 2008, remporte deux Screen Actors Guild Award de la meilleure distribution pour une série télévisée comique en 2007 et 2008 et remporte un Peabody Award en 2006.

## Analyse

### Monde du travail
The Office offre une représentation du monde du travail par le quotidien de la vie au bureau. La série constitue une satire de l'univers professionnel et de l'exigence du néolibéralisme sur une petite entreprise. De ce fait, la série ne met pas en scène des situations sublimées ou fantaisistes, mais capture la vie de tous les jours et les péripéties quotidiennes d'un groupe d'employés ordinaires et « normaux ». Cela passe par une esthétique simple, allant de l'habillement des personnages aux décors ternes et sobres des bureaux. Les personnages ne sont pas des super-héros et ne semblent pas avoir de vie trépidante, mais cela les rend tout autant identifiables pour le spectateur, qui peut se reconnaître à n'importe quel personnage, car même ceux censés être secondaires ont une importance vitale et font entièrement partie du récit,,,.
La série dépeint également la dureté des conditions de travail. L'action se passe dans un climat similaire à celui des entreprises réelles, où les menaces de licenciements, de fermeture de branches ou encore de réduction budgétaire sont persistantes et où le stress des employés qui redoutent les décisions du siège social est omniprésent dans l'espace de travail. L'entreprise Dunder Mifflin est installée à Scranton, dans l'ancien pays minier de Pennsylvanie, une ville réelle qui a perdu près de la moitié de ses habitants entre 1930 et 2020, et où le climat économique y est difficile pour la petite entreprise, qui doit miser sur la proximité et la qualité de son service client face à la concurrence des géants du marché. De plus, la représentation de la réalité du monde du travail passe également par le lieu même de son exercice, le bureau. Ce lieu clos, qui ne présente en apparence rien d'attrayant, représente une culture du travail où les employés cherchent à passer le temps et enchaînent les réunions plus ou moins utiles. Le personnage de Stanley Hudson est le parfait exemple, lui qui ne semble pas intéressé par son travail, fait des mots croisés ou dort pendant les réunions et n'attend que la fin de la journée à cinq heures pour quitter son lieu de travail et passer à autre chose,.
Le bureau est normalement un lieu de performance où les employés sont soumis à des codes, des règles mais aussi aux changements de direction et aux fluctuations de l'économie, ce qui nécessite une capacité d'adaptation. Certains peuvent montrer leur désintérêt face à des changements incessants, comme le personnage de Stanley, alors que d'autres, comme celui de Dwight, montrent un dévouement envers le travail et la nécessité d'améliorer les performances car l'existence même de la branche est menacée si les ventes se retrouvent en baisse,.
Le personnage de Michael Scott, directeur régional de la branche de Scranton, peut laisser perplexe quant à son rôle à la direction. Ce dernier représente l'autorité mais aussi l'incompétence, agissant souvent sans réfléchir et essayant toujours de fuir ses responsabilités. Apparaissant comme l'élément perturbateur du groupe, à la recherche constante de reconnaissance et d'affection, il peut parfois faire des remarques déplacées et commente régulièrement les différences et les particularités de ses employés, qu'il essaye d'accepter dans une certaine naïveté, mais accentue souvent, à la place, le traitement différencié qu'il leur impose. Malgré cela, il considère ses employés comme ses amis et recherche souvent l'approbation collective et l'envie d'être aimé, probablement aux dépens de sa qualité de directeur : « Je suppose que l'atmosphère que j'ai essayé de créer ici est que je suis d'abord un ami et ensuite un patron, et probablement un amuseur en troisième lieu »,,.
Dans le troisième épisode de la cinquième saison, « Question de morale » (« Business Ethics »), Meredith révèle qu'elle a des relations sexuelles depuis plusieurs années avec un représentant, en échange de réductions. Alors que Michael prétend qu'il « faut tolérer bien des choses dans une famille », Holly, la représentante des ressources humaines, lui rétorque que « ce n’est pas une famille, c’est un lieu de travail ». Quant à lui, Kendall, un représentant de la direction, estime que cette affaire profite à l'entreprise et déclare : « Je ne suis pas sûr qu’il faille en faire toute une histoire. Soyons francs : on a le droit à une réduction et notre bilan n’est pas terrible, alors je pense qu’on ne devrait pas se poser trop de questions ». On peut y voir ici la critique d'un monde du travail où une concentration permanente est exigée et où une certaine aliénation de l'individu au profit de l'entreprise s'opère, qu'importent les conséquences sur la personne,.
Dans le neuvième épisode de la troisième saison, « L'Ex-taulard » (« The Convict »), Michael et Angela découvrent que Martin, un ancien membre de la branche de Stamford, a fait de la prison. Lorsqu'il décrit ses conditions de détention à ses collègues curieux, ces derniers se mettent à envier sa vie sous les verrous, lui qui décrit ses conditions de détention avec une télévision et des balades à l'extérieur plusieurs fois par jour. Les employés, qui trouvent leur vie de bureau bien pire, se plaignent ainsi du sentiment d'enfermement et de la répétition des tâches jusqu'à la fin de la journée de travail. À la fin de la septième saison, Robert California, le nouveau PDG de Sabre/Dunder Mifflin, résume : « Cette entreprise ne peut attirer personne. C’est horrible là-haut. Ces gens semblent être en prison, attendant une peine d’emprisonnement à perpétuité dans une … industrie mourante »,.
Toutefois, l'open space qui semble paradoxalement enfermer les employés est également un lieu important de socialisation. Les chamailleries dans l'espace de travail sont courantes car ce dernier symbolise un espace de frustrations et parfois d'incompréhensions entre les salariés et la direction, mais il est aussi un lieu où une communauté se forme, où l'entente, l'entraide et la complicité sont présentes. Il s'agit d'un lieu où les affinités et les liaisons, pas toujours avouées, se forment. Les relations entre collègues, les amitiés et les relations amoureuses sont monnaie courante et définissent les individus qui forgent des relations qui peuvent durer toute une vie,,.

### Style documentaire
La série adopte un style de documentaire parodique (mockumentary) qui permet d'obtenir une approche visuelle authentique et assez proche de la réalité, comme un format documentaire réel pourrait le faire. Les multiples jeux de regards avec la caméra rendent le spectateur complice du déroulement de l'action en faisant passer un message plus subtil qu'avec des dialogues. Dès lors, la caméra se retrouve comme un personnage à part entière du récit, totalement insérée dans le décor et interagissant avec lui et les personnages. Dans les apartés seul à seul avec la caméra, les personnages se dévoilent presque intimement au spectateur et confessent leurs sentiments et réactions. La façon de filmer, caméra à l'épaule, suivant l'action des personnages (parfois en courant ou dans une voiture) donne l'illusion de la réalité, de l'immédiateté et d'une certaine authenticité,,.
Enfin, ce style documentaire possède pour essence de capturer la normalité et la banalité du quotidien de ce groupe d'employés. Il met un point d'honneur à représenter la vie ordinaire : la fainéantise, les échecs, les réussites, l'incompétence, la méchanceté, les qualités, la dureté de la vie dans certaines situations mais aussi les moments forts. Les personnages peuvent parfois être gênés par sa présence et les secrets qu'elle peut révéler. Le quotidien se retrouve représenté par la création de liens, d'unions, comme peut le montrer les demandes en mariage de la série, sobres et simples, souvent loin des attendus et des idées préconçues, en définitive l'essence même de la série, la « beauté des choses ordinaires »,,.

### Impact sur la ville de Scranton

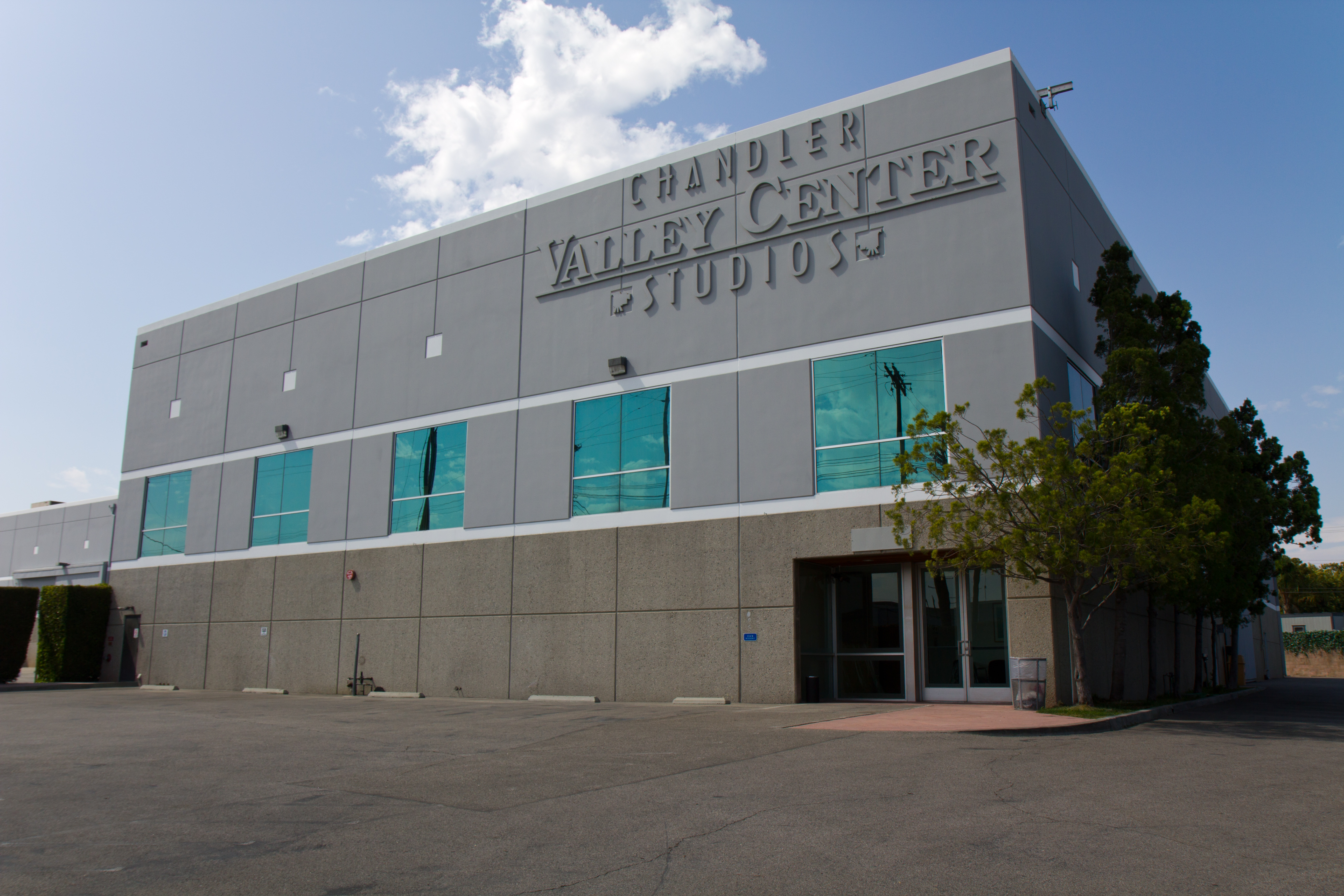
Le bâtiment de l'entreprise Dunder Mifflin dans The Office. En réalité, il appartient aux studios Chandler Valley Center et se situe au 13927 Saticoy Street, dans le quartier de Panorama City, à Los Angeles en Californie.

La ville de Scranton, en Pennsylvanie, située à environ 190 kilomètres au nord-ouest de New York, connue principalement pour son passé industriel en tant que centre minier et ferroviaire, a profité et a finalement été redéfinie par la série,,. « Nous sommes vraiment branchés maintenant », déclare l'assistant du maire en 2007. Le logo de Dunder Mifflin a été affiché sur une bannière de lampadaire devant l'hôtel de ville de Scranton, ainsi que sur un pont menant au centre commercial de Steamtown,. Les journaux d'autres villes du nord-est ont publié des guides de voyage pour les touristes intéressés à visiter les lieux mentionnés dans la série,,.

Bien que des scènes tournées à Scranton et prises par des membres de l'équipe technique soient présentes dans la série, The Office n'a jamais tourné dans la ville,. En effet, la série a été filmée principalement aux studios Chandler Valley Center, situé à Panorama City, un quartier de Los Angeles, en Californie,. De plus, plusieurs autres lieux en Californie sont utilisés pour le tournage, comme des restaurants ou des bars, mais souvent directement inspirés de façades, d'intérieurs ou de noms de lieux réels à Scranton.

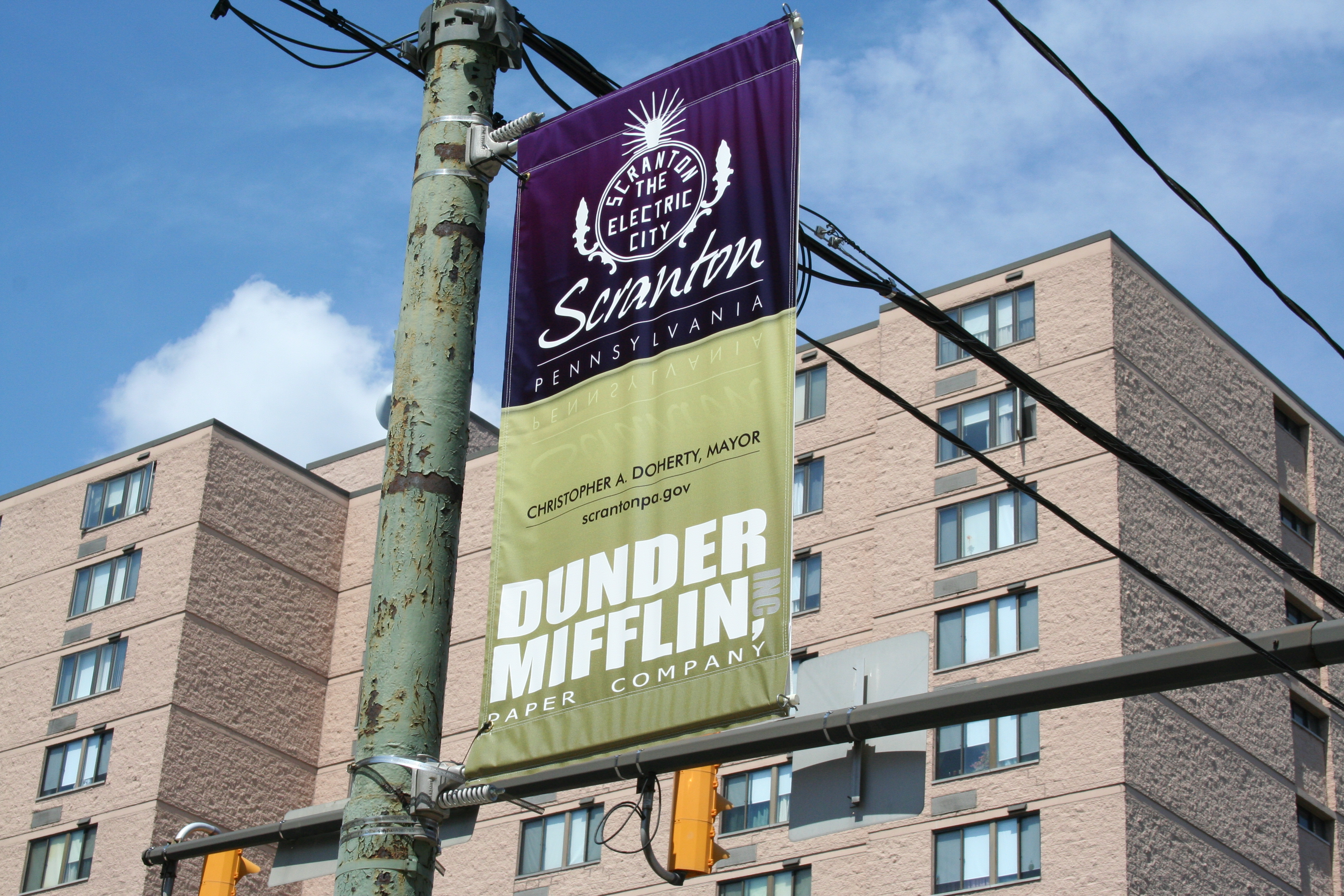
Une bannière, faisant la promotion de Dunder Mifflin, la société de papier fictive de la série, a été accrochée à l'extérieur de l'hôtel de ville de Scranton, en Pennsylvanie.
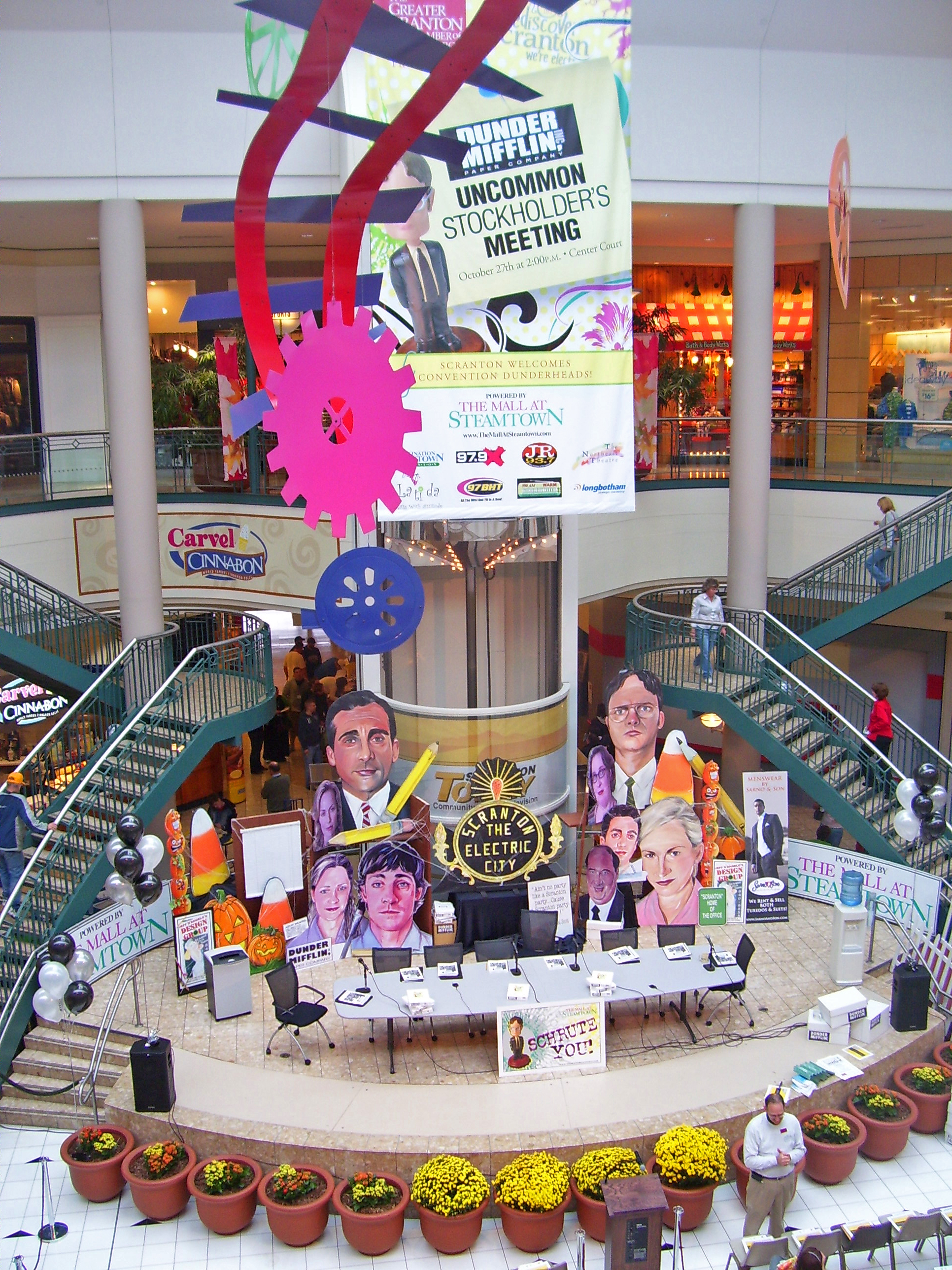
Une exposition dans le centre commercial de Steamtown à Scranton lors d'une convention de la série dans la ville en 2007.
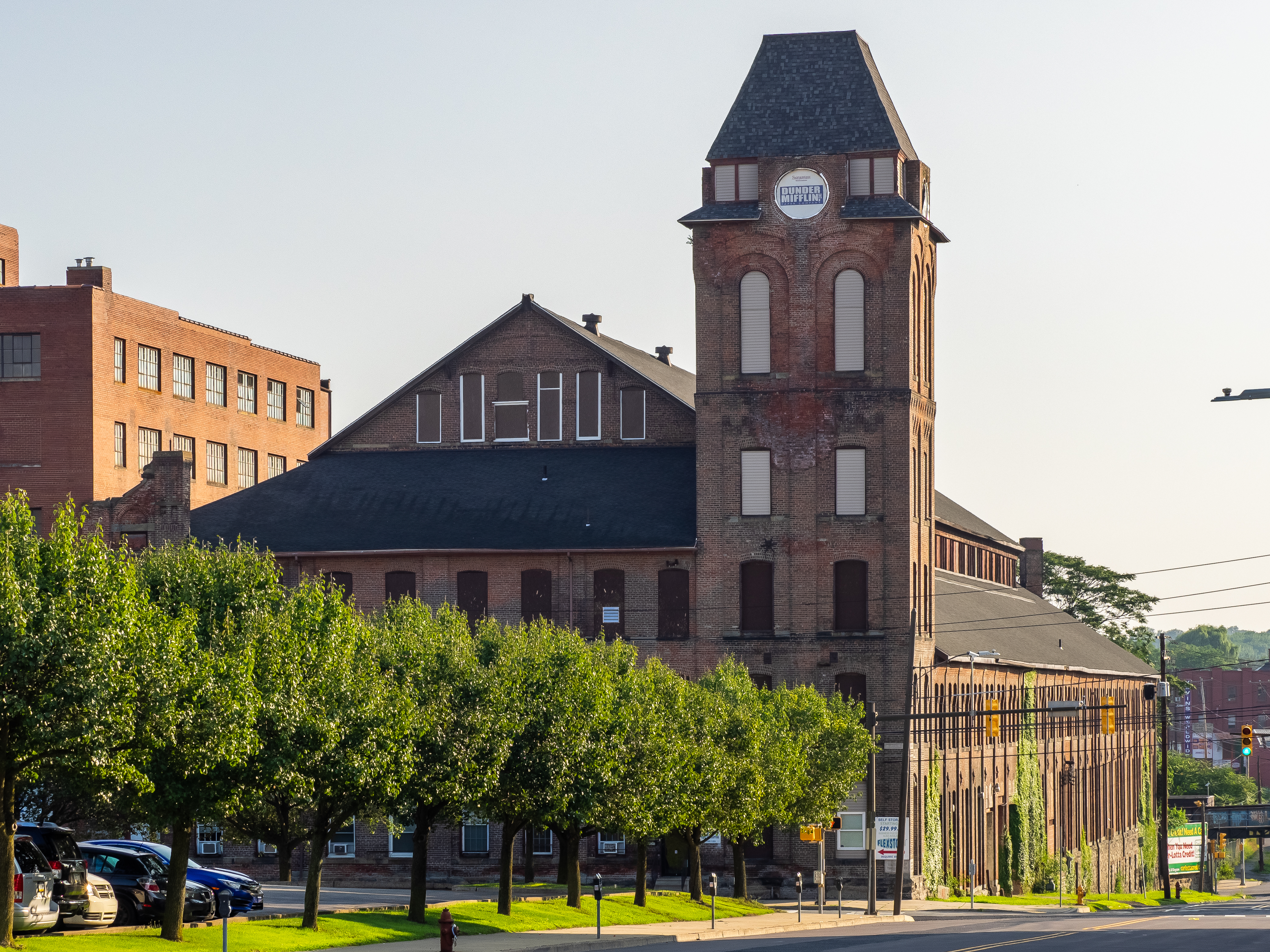
Le logo de Dunder Mifflin a été ajouté à la tour Penn Paper, visible dans le générique d'ouverture de la série, à Scranton.

## Promotion

### Placement de produits
The Office a conclu des accords de placement de produits notamment avec Staples, Cisco Systems ou encore Hooters, et a effectué des mentions régulières dans les dialogues ou par l'affichage de logos pour des produits tels que Sandals Resort, HP, Apple, Gateway, et la série de jeux vidéo Call of Duty d'Activision,,. Dans « La Fusion » (« The Merger », saison 3, épisode 8), Kevin Malone utilise une déchiqueteuse de marque Staples pour déchiqueter un CD-R, également de la marque Staples, et de nombreux autres articles, y compris une salade.
Toutefois, de nombreux produits présentés ne font pas partie d'accords de placement de produit, mais sont plutôt insérés par les scénaristes en tant que produits que les personnages utiliseraient normalement dans leur vie quotidienne, dans le but de créer du réalisme sous le couvert du documentaire. Les restaurants Chili's sont utilisés pour le tournage de « La remise des prix » (« The Dundies », saison 2, épisode 1) et « Le client » (« The Client », saison 2, épisode 7), car les scénaristes pensaient qu'il s'agissait d'un choix réaliste de restaurant pour une fête d'entreprise et un déjeuner d'affaires. Bien qu'il ne s'agisse pas d'un placement de produit explicite, les producteurs de la série ont approché Chili's pour être autorisé à utiliser son restaurant et son nom dans la série et l'entreprise a eu son mot à dire sur la version finale du scénario avant le tournage, provoquant la réécriture hâtive d'une scène de « La remise des prix » lorsque la chaîne s'est opposée à la version originale,. Apple a également reçu de la publicité pour l'iPod lorsqu'il a été utilisé comme un cadeau très apprécié dans « La fête de Noël » (« Christmas Party », saison 2, épisode 10), bien que la société n'ait pas payé le placement,.
Le site internet de voyage TripAdvisor est mentionné durant la quatrième saison lorsque, après une visite dans la chambre d'hôtes de Dwight, « Schrute Farms », Jim et Pam publient un avis en ligne sur leur séjour. La série aurait approché le site de critiques de voyages pour utiliser son nom et TripAdvisor a créé une page d'avis pour la fausse chambre d'hôtes, qui a elle-même reçu des milliers d'avis. Enfin, l'apparition du jeu vidéo Second Life dans l'épisode « La Pub interne » (« Local Ad », saison 4, épisode 9) est classée huitième des dix meilleurs placements de produits les plus efficaces de 2007.

### Produits dérivés
Le succès de l'émission entraîne également un engouement en dehors de la télévision. Des personnages apparaissent dans du contenu promotionnel de NBC, et un jeu vidéo sous licence, également intitulé The Office, sort en 2007,,. En 2008, deux jeux sont introduits par la Pressman Toy Corp, une entreprise de jouets basé au Texas : The Office Trivia Board Game et The Office DVD Board Game. Parmi les autres produits dérivés de la série, on peut citer : un cluedo, qui met en scène un meurtre mystère de Toby, un monopoly, une version Lego , une version Polly Pocket ou encore une version du « Qui est-ce ? ». D'autres produits, comme des tee-shirts, des figurines bobblehead, des pulls ou autres goodies, ainsi que des articles plus spécifiques au bureau tels que du papier Dunder Mifflin sont disponibles à la vente,,.
L'intégrale de The Office est disponible en DVD dans une nouvelle version de 38 disques depuis octobre 2019 en France. Une version blu-ray de l'intégrale de la série est sortie en novembre 2020 aux États-Unis, sans version française (VF) ni sous-titres français, et aucune version physique en haute définition n'est encore proposée en France.

### Blogs
Plusieurs membres de la distribution ont maintenu des blogs sur Myspace pendant la diffusion de la série, notamment Jenna Fischer, Angela Kinsey et Brian Baumgartner, qui ont posté régulièrement au fil des saisons,,. Rainn Wilson a écrit au nom du personnage de Dwight pour le blog « Schrute Space » sur NBC.com, qui était mis à jour périodiquement.

## Postérité

### Séries dérivées
Une série dérivée (spin-off) de The Office est proposée en 2008, avec un épisode pilote qui devait faire ses débuts après le Super Bowl en 2009. Cependant, l'équipe de création de la série décide plutôt de développer la série Parks and Recreation comme une série distincte et non une série dérivée de The Office,,. L'idée créée par les scénaristes était qu'une photocopieuse se trouvant être cassée dans The Office, est expédiée à Pawnee, une ville fictive de l'Indiana, la ville de Parks and Recreation, pour être réparée. En outre, l'actrice Rashida Jones devait incarner un personnage différent dans les deux séries, ce qui posait un problème pour la potentielle série dérivée.
Fabrice Éboué et Blanche Gardin se sont inspirés de The Office pour leur série télévisée française tournée sur la forme d'un faux documentaire Inside Jamel Comedy Club, diffusée en 2009 sur Canal+.
Une autre série dérivée mettant en vedette Rainn Wilson dans le rôle de Dwight Schrute gérant un gîte touristique et une ferme de betteraves, intitulé The Farm, est proposée début 2012,,. En octobre 2012, cependant, NBC décide de ne pas continuer avec l'idée de la série,,. Toutefois, un épisode pilote est quand même produit, et bien que l'idée de la série dérivée n'ait pas été reprise, il s'est intégré à la diffusion de la neuvième saison sous le nom de « La Ferme » (« The Farm », saison 9, épisode 17).
En 2020, Leslie David Baker, interprète de Stanley Hudson dans The Office, lance une campagne Kickstarter pour financer la production d'un pilote d'une série intitulée Uncle Stan, une série dérivée ayant pour intrigue le personnage qui « après plusieurs années à profiter d'une retraite relativement sans histoire, oncle Stan reçoit un appel urgent de son neveu préféré, Lucky, un homme récemment devenu veuf avec deux enfants en bas âge et un magasin qui vend aussi bien des motos que des fleurs à Los Angeles. Bientôt, oncle Stan se retrouve à offrir tout le soutien et les conseils qu'il a à offrir dans sa nouvelle maison de Californie »,.

### Podcasts des anciens acteurs de la série
En 2019, Jenna Fischer et Angela Kinsey annoncent leur podcast intitulé Office Ladies,,,. Le podcast présente les deux actrices, respectivement interprète de Pam Beesley et Angela Martin dans la série, offrant des détails sur les coulisses et répondant aux questions des fans, épisode par épisode, qu'elles regardent à nouveau avant d'enregistrer l'émission,,. Le premier épisode est diffusé en octobre 2019 et de nouveaux épisodes sont publiés chaque semaine. La musique thème du podcast, « Rubber Tree », est interprétée par Creed Bratton,,. Elles sont parfois rejointes par des invités qui incluent d'anciens acteurs de la série, ainsi que des producteurs et scénaristes,. Le podcast remporte plusieurs prix dont un « Discover Pods Award » dans la catégorie « meilleur podcast sur la télévision ou le cinéma » en 2019, ainsi que le prix du podcast de l'année de iHeartRadio en 2021,.
Brian Baumgartner, qui interprète le rôle de Kevin Malone, a également lancé un podcast, intitulé An Oral History of The Office, comprenant douze épisodes diffusés à partir de juillet 2020 en exclusivité sur le service de streaming Spotify, où il discute des origines, des difficultés et des succès de la série, ponctué d'interviews d'acteurs, de membres de l'équipe technique ou d'autres personnalités comme Billie Eilish,,.

### Projets et rumeurs de relance
En 2019, avec l'annonce du service de streaming Peacock de NBCUniversal, Bonnie Hammer, présidente des relations avec les consommateurs et du numérique chez NBCU, déclare que c'est son « espoir et son objectif de redémarrer The Office ». L'ancien directeur de série, scénariste et producteur de la série Greg Daniels exprime, quant à lui, des doutes quant à la possibilité d'une reprise, déclarant en 2019 : « Ma plus grande préoccupation serait de décevoir les fans »,. La même année, Jenna Fischer, invité avec Angela Kinsey et Ellie Kemper sur le plateau du Ellen DeGeneres Show, déclare : « Je ne ferais pas de reboot de The Office. En revanche, j'aimerais vraiment faire une réunion pour une occasion spéciale. Ça serait super de tous se réunir à nouveau », Angela Kinsey déclarant, quant à elle : « Je ferais tout ce qu'ils me demandent de faire »,. L'acteur John Krasinski, interprète de Jim dans la série, s'est également déclaré à plusieurs reprises partant pour un reboot de la série, déclarant en 2020 : « The Office était absolument tout pour moi. Je veux dire que c'est mon début et ma fin. Je suis presque sûr qu’à la fin de ma carrière, je serai toujours connu pour Jim. J'adorerais absolument le faire »,. La même année, l'ancien président du contenu original de NBC, Bill McGoldrick, déclare qu'« un reboot ne viendra pas spécifiquement pour Peacock »,.

Toutefois, dans une interview avec Entertainment Television en 2021, Greg Daniels évoque la possibilité d'une reprise pour le service de streaming Peacock : « C'est peut-être quelque chose de plus envisageable, maintenant que The Office est proposé sur Peacock. Même s'il n'y aucun plan en ce sens pour le moment, c'est certain que les gens semblent plus ouverts à cette idée désormais. En fait, toute la question est de savoir s'il y a encore des choses à raconter sur ces personnages »,. De son côté, Steve Carell déclare à plusieurs reprises qu'il n'est pas partant pour une relance de la série, affirmant dès la fin de 2018 : 

« La série est beaucoup plus populaire maintenant que quand elle était à l'antenne. Je ne peux pas imaginer que ça puisse être pareil, et je pense que la plupart des gens voudraient que ce soit pareil, mais ce ne serait pas le cas. Au bout du compte, je pense que c'est mieux de laisser la série tranquille et de la laisser exister telle quelle. [...]. J'adore la série ! C'était un moment hyperexcitant et toutes ces personnes sont mes amis. On l'adore tous. C'était quelque chose de spécial. C'était spécial pour nous, avant que d'autres personnes ne commencent à ressentir cela. Mais non. [...]. Je ne pense pas que l'on puisse retrouver cette même magie. [...]. Je ne voudrais tout simplement pas commettre l’erreur d’en faire une version moins bonne. Les chances ne seraient pas en sa faveur, de retrouver exactement ce que c'était, la première fois. »

— Steve Carell, décembre 2018.
En 2023, le média Puck News annonce qu'un projet de reboot de The Office est bien en développement et sera piloté par Greg Daniels, le producteur originel de la série. Toutefois, Daniels précise quelques semaines plus tard qu'il ne s'agirait pas d'un reboot mais plutôt d'une autre série se déroulant dans le même univers, reprenant le concept du mockumentary (faux documentaire), mais dans un milieu différent.